# Etna
Az Etna (szicíliai nyelven Muncibeddu, olaszul Mongibello vagy Etna, latinul Aetna) Európa legmagasabb aktív vulkánja Szicília északkeleti részén Catania és Messina között található, a sziget keleti partján. A tűzhányó területe 1200 km², kerülete a hegy lábánál 135 km. 2018-ban még csak 3326 méter volt a magassága; mely 2024 szeptemberében már elérte a 3403 métert, köszönhetően a Voragine kráter peremén felhalmozódott vulkáni anyagnak. Az Etna egyben a Föld egyik legaktívabb vulkánja, valamint Szicília legmagasabb pontja.
Neve valószínűleg a görög aitho (égni) vagy föníciai athana (tűzhely) szavakból ered. A helyiek által használt Mongibello elnevezés a latin mons (hegy) és az arab dzsabal (hegy) szavak keverékéből alakult ki. A vulkán több szempontból is érdekes:
- először is azért, mert a Föld valamennyi vulkánja közül az Etna kitöréseit jegyezték fel a leghosszabb ideje és a legrészletesebben;
- másodsorban, mert működésének körülményei mai napig nem egyértelműek, ezért a vulkanológusok érdeklődésének középpontjában áll, akik a működés magyarázatára több, többé-kevésbé egyenrangú elméletet is kidolgoztak.

A tényezők felkutatását nehezíti, hogy a tűzhányó a Földközi-tenger vidékének tektonikai szempontból legbonyolultabb területén fekszik.
A Hawaii-szigetek vulkánjaihoz hasonlóan az Etna sem pusztító erejéről híres. Aktivitását a hosszú lávafolyamok, magasra törő lávaszökőkutak jellemzik, és ezek számos turistát vonzanak a környékre, mert viszonylag közelről és biztonságban figyelhetik meg a vulkáni jelenségeket. A hegy potenciális veszélyessége miatt szerepel a Decade Volcanoes listáján.
Bár az Etna a világ egyik legaktívabb vulkánja, a hegy lejtőin és környékén több tízezer ember él, aminek fő oka a bor- és gyümölcstermelésre kiválóan alkalmas, termékeny vulkáni talaj.
2013-ban az UNESCO Világörökség Bizottsága természeti világörökségi helyszínné nyilvánította.

## Geológiája

Az Etna egy 3D-animáción

Szicília keleti részének geológiai felépítése (középpontban az Etna vulkáni tömbje, északra a Peloritani-hegység, északnyugatra a Nebrodi-hegység, délre az Iblai-plató)

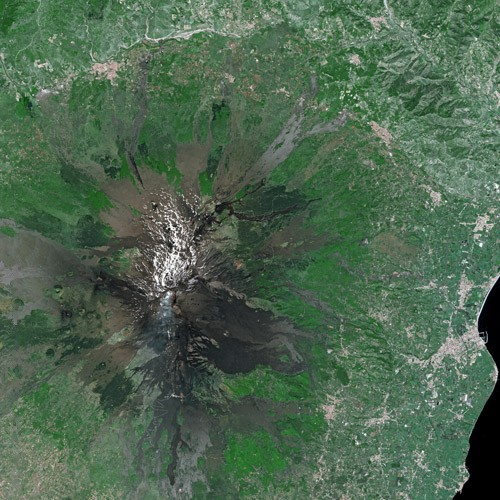
Az Etna látképe műholdról

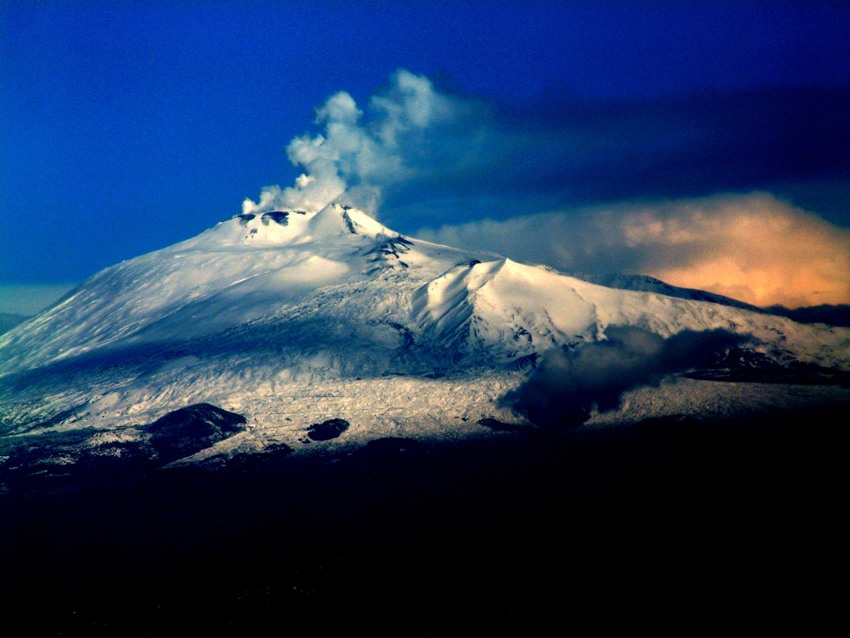
Az Etna látképe repülőből

A lemeztektonika elmélete a vulkánok kialakulását három tektonikai folyamatra vezeti vissza. Az ezeknek megfelelő típusok:
- konvergens lemezszegélyek vulkanizmusa,
- divergens lemezszegélyek vulkanizmusa,
- forrópontok vulkanizmusa.

Az Etna működése e három folyamat egyikével sem magyarázható kielégítően. Kialakulását valószínűleg a tőle északra fekvő Lipari-szigetek szubdukciós vulkanizmusa segítette, de az újabb kutatások nagyobb jelentőséget tulajdonítanak a riftesedésnek. A Boris Behncke és társai által 2001-ben felállított elmélet a következő, elsősorban szerkezetföldtani tényezőkkel magyarázza létrejöttét:
1. a Málta-Szicíliai-tömb és a Jón-tenger medencéje közti eltolódás és riftesedés, ami elősegítette a magma emelkedését (Gillot et al., 1997),
2. a Cataniai-síkság árkát kialakító extenziós tektonikai mozgások (Di Geronimo et al., 1978),
3. a Messina-Giardini-törésvonal és a Máltai rift kereszteződése (McGuire et al., 1997),
4. a Szicília-Calabriai rift ÉÉNy-DDK irányú dilatációja (Monaco et al., 1997),
5. forrópont vulkanizmus (Tanguy et al., 1997),
6. a tirrén-tengeri szubdukció (Gvirtzmann et al., 1999).

Az Etnát tehát valószínűleg vulkáni és tektonikai jelenségek bonyolult összjátéka alakította ki. Ennek fázisai:
Az Iblai-plató vulkanizmusa
Szicília keleti partjain a középső triászban kezdődött el az időszakos vulkanizmus, aminek eredményeként sok máfikus (kevés szilíciumot tartalmazó) láva és tefra ömlött, illetve hullott a felszínre. A legtöbb kitörés mélytengeri volt. Termékeiket a pliocén és pleisztocén korú lemeztektonikai mozgások következtében kiemelkedett Iblai-plató vidékén találták meg. Az erupciók központja a miocéntől a pleisztocénig észak felé vándorolt. Ebben a periódusban a vulkáni tevékenységek rövidek voltak (néhány évtől néhány száz évig), így a nagyobb vulkáni kúpok sem alakultak ki. Az Iblai-plató vulkáni rétegeit ma pleisztocén korú üledékek borítják. A szubdukciós árok feltöltődésével kialakult Cataniai-síkság északi részén a folyami üledékek alatt találtak ezeknél fiatalabb vulkáni rétegeket is, és általában ezeket tekintik az Etna korai termékeinek.
Elő-Etna
Az Etna vidékének vulkáni aktivitása mintegy 500 000 éve kezdődött, és eleinte az Iblai-plató működéséhez hasonlított: sok tenger alatti lávát és tholeiites tefrát termelt. Az Aci Castello mellett feltárt rétegek lávapárnákat és hialoklasztokat (víz vagy jég hatására fragmentált lávadarabokat) tartalmaznak, ami azt is jelzi, hogy a vulkanizmus egy nagyobb öböl mélyén, nagyjából a mai Etna tömbje által elfoglalt területen alakult ki. A vulkáni és üledékes rétegek váltakozása intenzív hegységképző mozgásokra utal. 300 000 éve a mai Etna délkeleti oldalán több, intenzív kitörés átmeneti összetételű (tholeiites és alkáli) lávákat hozott a felszínre. Ezt a fázist tekintik az Etna első aktív időszakának – ez a tűzhányó életének felén túl tartott, és eközben a vulkán viszonylag kevés anyagot produkált.
Ős-Etna
Az Etna működésének második periódusa 168 000 éve kezdődött, és Ős-Etna fázisként ismert. Ebben az időszakban a kitörések központja a mai Etna DDNy-i oldalán, a mai Paternò közelében volt, és sok alkáli vulkáni anyagot juttatott felszínre. Ennek a fázisnak a második szakaszában, 100-130 ezer évvel ezelőtt a (Calanna-kitörés) hozta létre az első rétegvulkán kúpot.
Trifoglietto II
Ez az Etna harmadik működési fázisának a neve. Ebben az időszakban több rétegvulkán települt egymásra; a legnagyobbak a névadó Trifoglietto II, a Vavalaci és a Cuvigghiuni voltak. A vulkán ekkor főleg trachiandeziteket dobott ki magából – a működés ugyanis az előző fázisoktól eltérően robbanásos volt, és többnyire a központi kaldera beomlásával végződött. Ez a periódus nagyjából 80 000 évvel ezelőtt kezdődött és 45-50 ezer évig tartott.
Mongibello
Az Etna működésének negyedik fázisában jött létre a mai rétegvulkán, a Mongibello. Ezt a fázist három szakaszra: ősire, recensre és modernre bontják. Az első jelentősebb kitörések 15-16 ezer éve zajlottak le, és vastag ignimbritrétegeket raktak le elsősorban a mai Etna DK-i oldalán, Biancavilla mellett. A hamu a Földközi-tenger térségének távolabbi részeire is eljutott: kimutatták mintegy 800 kilométernyire a kitörés központjától, a Róma melletti Colli Albani tóvidéken is. Valószínűleg ekkor omlott össze az Ellittico nevű kaldera, amire napjainkban már csak egy 3 kilométer átmérőjű medence emlékeztet. A tholeiites lávát termelő kitöréseket egyre inkább alkáli lávás erupciók váltották fel, és ennek megfelelően azok jellege apránként effuzívvá (kiömlésessé) vált. Néhány évezreddel később ismét beszakadt egy kaldera; ennek helyén alakult ki az 5×7 km átmérőjű Valle del Bove. Valószínűsítik, hogy a Valle del Bove több összeomlás eredménye (az utolsó ilyen esemény 3500 éve lehetett).
A modern Etna kúpja kialakulása a Piano-kaldera 2000 évvel ezelőtti beszakadása után kezdődött egy szokatlan, pliniusi (robbanásos) kitöréssel. Az egykori, 2,5 km átmérőjű kaldera körvonala ma is látható. Az utóbbi évszázadokban nem voltak nagyobb kalderaomlások: a viszonylag legjelentősebb 1669-ben meglehetősen sok láva kiömlésével járt. Az elmúlt néhány ezer év vulkanizmusában a vulkáni kúp csúcsának környékén:
- effuzív (kiömléses),
- Stromboli-típusú, valamint
- robbanásos kitörések

egyaránt előfordultak.

## Geomorfológiája
Az Etna komplex morfológiájú vulkán, amit számos, egymásra épülő vulkáni szerkezet épít fel. Napjainkban a központi kúp mellett mintegy kétszázötven–háromszáz hamukúpot és parazitakrátert figyelhetünk meg – ez a szám folyamatosan változik, ahogy minden kitöréssel újabbak keletkeznek, míg mások eltűnnek a gyarapodó tefra alatt.
A vulkán tetőrégiójában leginkább négy kráter: a Voragine és a Bocca Nuova (ezek az egykori központi kráter helyén alakultak ki), valamint az Északkeleti- és Délkeleti-kráter aktív. Az Etna működésének egyik jellegzetes vonása, hogy a központi kráterek helyzete alig változik, kitöréseik gyakoriak, miközben a lejtőkön folyamatosan változik a kitörési pontok (parazitakráterek) helye és az erupciók intenzitása.

### Parazitakúpok

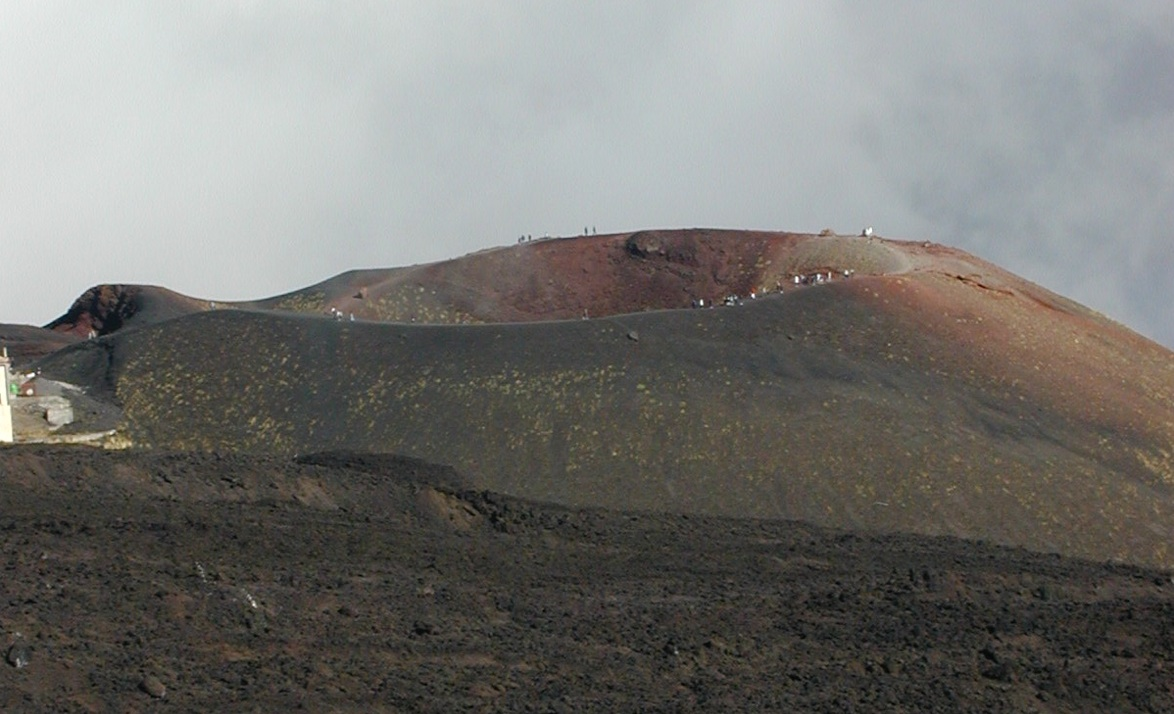
Parazitakráter a Rifugio Sapienza mellett

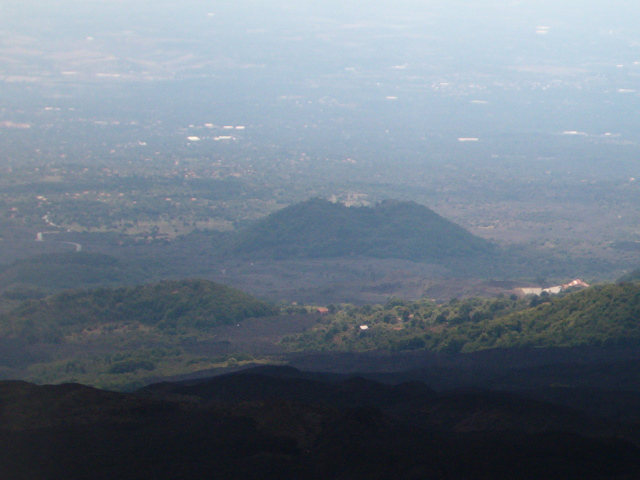
Parazitakúpok az Etna lejtőjén, melyeket a helyiek Sophia Loren melleiként emlegetnek

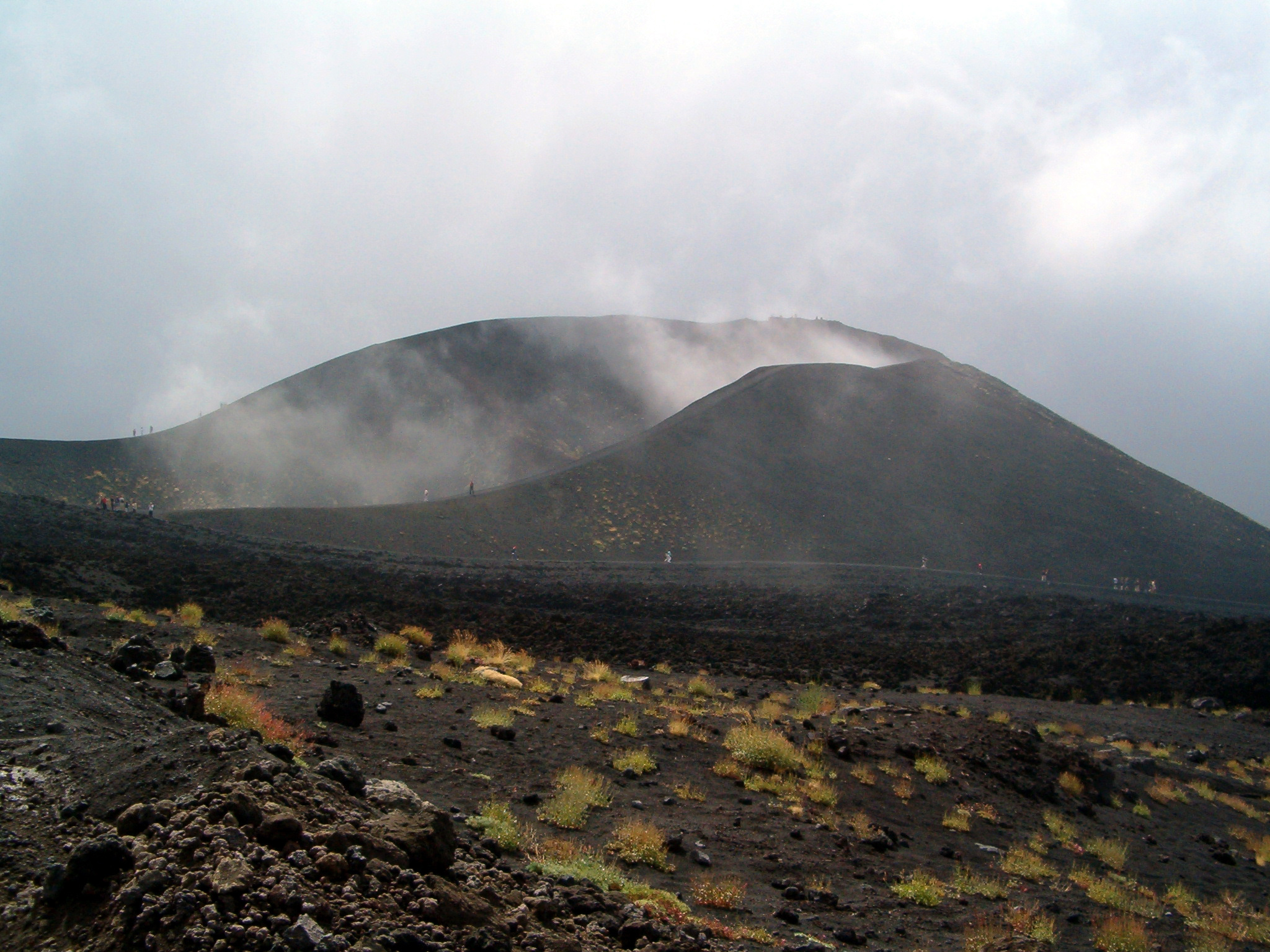
A Monte Silvestri

Nagyságuk a kitörés intenzitásától és a felszínre kerülő vulkáni anyag mennyiségétől függ. Az Etna lábánál sorakozó parazitakráterek általában egy-egy eseti kitörés eredményei (mint például a Monte Rossi 1669-ben), míg a hegycsúcs közelében kis hamukúp-sorozatok alakultak ki (mint például a Monti Silvestri 1892-ben). Jellegzetes patkó alakúak; a patkó általában a lejtő irányába nyílik. Elhelyezkedésük szabálytalan, de bizonyos területeken gyakoribbak. Fontosabb parazitakúpok:
- Monte Barca – az Etna nyugati oldalán, Bronte városa mellett. A pleisztocén végén keletkezett, nevét jellegzetes bárka alakjáról kapta.
- Monte Mojo – az Etna északi oldalán, Mojo falucska mellett. A három kráterből álló vulkáni építmény keletkezésének pontos idejét nem ismerjük. Méretei miatt gyakran külön vulkánnak tartják. Úgy vélik, ennek terméke egy, a Jón-tenger irányába haladó, húsz kilométer hosszú lávafolyás és ebből a kúpból ömölhetett ki az Alcantara-szurdok kialakulását lehetővé tévő bazaltláva is.
- Monte Rossi – az Etna 1669-es kitörése során keletkezett Nicolosi város mellett, a vulkán déli oldalán.
- Monte Silvestri, Monti Calcarazzi és Montagnola – az Etna déli oldalán sorakoznak az úgynevezett déli repedészóna mentén. A Montagnola az 1763-as kitörésben keletkezett, a Monte Calcarazzi három évvel később, a Monti Silvestri pedig 1892-ben, egy három hónapos kitörés során.
- Monte del Fiore – az Etna nyugati oldalán található; az 1974-es kitörés eredménye.
- Piccolo Rifugio apparátus – az Etna 1985-ös kitörése során keletkezett, egyenként legfeljebb 3 méter magas hornitókból áll. Nevét arról a Piccolo Rifugio menedékházról kapta, amit a kitörés közben kialakult hasadék kettévágott. 2300 méter magasan, az Etna déli lejtőjén található.

### Csúcskráterek
Az Etna csúcsát, az egykori központi kráter helyét ma két kürtő: a Voragine és a Bocca Nuova foglalja el. Ezekhez csatlakozik az 1911-ben létrejött Északkeleti- és az 1971-ben keletkezett Délkeleti-kráter. Noha számos vulkanológus az utóbbiakat parazitakrátereknek tekinti, az utóbbi évtizedekben mindkettő kiterjedt vulkáni felépítményt hozott létre, sőt ma az Északkeleti-kráter peremén van az Etna legmagasabb pontja.

#### A Voragine és a Bocca Nuova
1911 előtt az Etna központi kalderája egy 1669-ben, a régi csúcskráter beomlásával keletkezett, 250 méter magas, 500 méter átmérőjű szerkezet volt. Gyakori és intenzív működése esetenként (1787-es kitörés) 3 kilométer magas lávaszökőkutakat is produkált. Az 1916–1922 közötti aktív periódus új vulkáni kúpot épített a központi kaldera északkeleti részében, és ezt a helyiek Cono avventiziónak nevezték el – ez a kúp 1922-ben omlott össze. A helyén 1939-ben egy Stromboli-típusú kitörés újabb kúpot hozott létre, és annak összeomlása 1942-ben a teljes központi kaldera alakját megváltoztatta. Északkeleti részén 1945-ben született egy új kúp – a Voragine – majd az 1950-es 1960-as években a déli részén nőttek ki további kúpok. Az 1964-es kitörés során erőteljesen kiemelte a Voraginét és egy déli kúpot, 3300 méter fölé emelve az Etna magasságát. Az egykori központi kaldera maradványait teljesen elborította a láva és a piroklasztit. A Bocca Nuova 1968-ban nőtt ki a Voragine nyugati oldalán – átmérője eredetileg csupán 8 méter volt, de a következő évtizedekben 350 méteresre nőtt. A két krátert elválasztó fal neve diaframma, azaz diafragma. Az utóbbi harminc évben hol a Bocca Nuova, hol a Voragine tört ki; mindkettőből folyik időnként a láva, és részlegesen mindkettő többször is beomlott.

#### Az Északkeleti- és Délkeleti-kráter

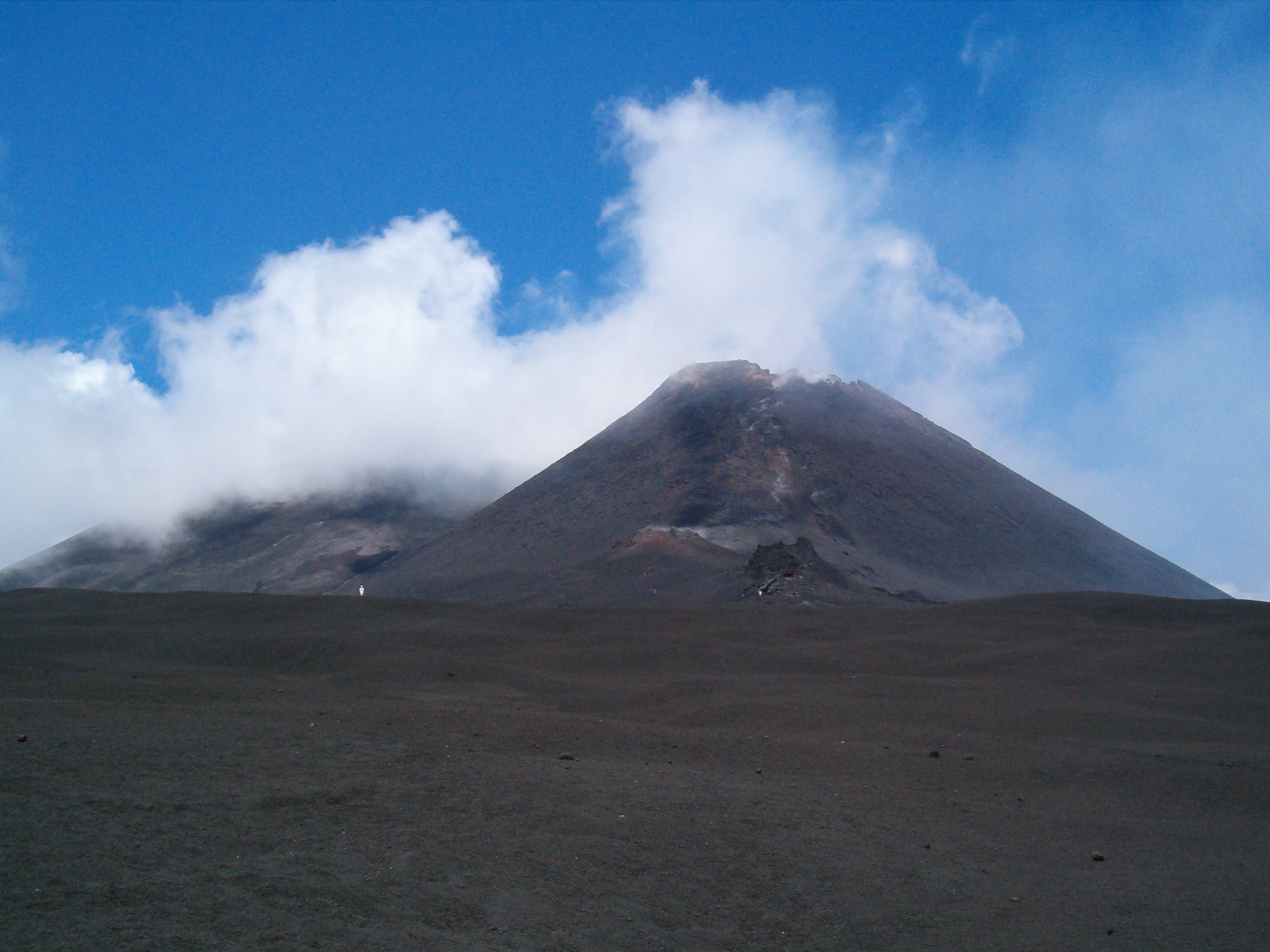
A Délkeleti-kráter

Mindkettő a központi kaldera helyén kialakult kráterekhez hasonlóan jött létre. A Délkeleti-kráter 1971-ben keletkezett, majd 1978-ig inaktív maradt. Azóta hat nagy kitörést produkált; ezek intenzitása és anyagtermelése a Voraginéhez vagy Bocca Nuovához mérhető. Eddigi legnagyobb kitörése 1990. január 5-én volt. 1996–1998 között Stromboli-típusú kiömléses kitörései voltak, majd 1998 szeptembere és 1999 februárja között ismét robbanásossá vált. A periódus 22 kitörése erősen megemelte a kúpot, ami így elérte a 3260 méteres magasságot. 2000. január 26. és augusztus 20. között 66 erőteljes kitörése volt, majd 2001. május 9. és július 17. között további tizenhét. Ezek tovább növelték a kúpot, ami már több mint 3300 méter magas.
Az Északkeleti-kráter salakkúpjának kialakulását sorozatos összeomlások akadályozták. A mostani kúp az 1950-es években fejlődött ki egy beomlott kráter helyén. 1966–1971 között több Stromboli-típusú kitörés emelte a kúpot, aminek oldalán több parazitakráter is megjelent (ezek legnagyobbika, a Nordestino 1970-ben). 1974 és 1977 között újabb effuzív parazitakráterek nyíltak az északi oldalán. 1977 nyarán a kitörések robbanásossá váltak, ekkor sok láva jutott a felszínre. A kráterben felgyülemlő kőzetolvadék átütötte az északnyugati falat, majd több mint 7 km hosszan folyt le az Etna lejtőjén. Az 1980-as évek elején több hasonlóan erős kitörése is volt. Ezt az időszakot az 1986 szeptemberi kitörés zárta; ekkor a kúp részben ismét leomlott, majd 1995-ben, a következő nagy kitörésben teljesen összedőlt, és jelentősen megváltoztatta alakját – amit az 1998-as kitörés már nem módosított jelentősen.

### Valle del Bove

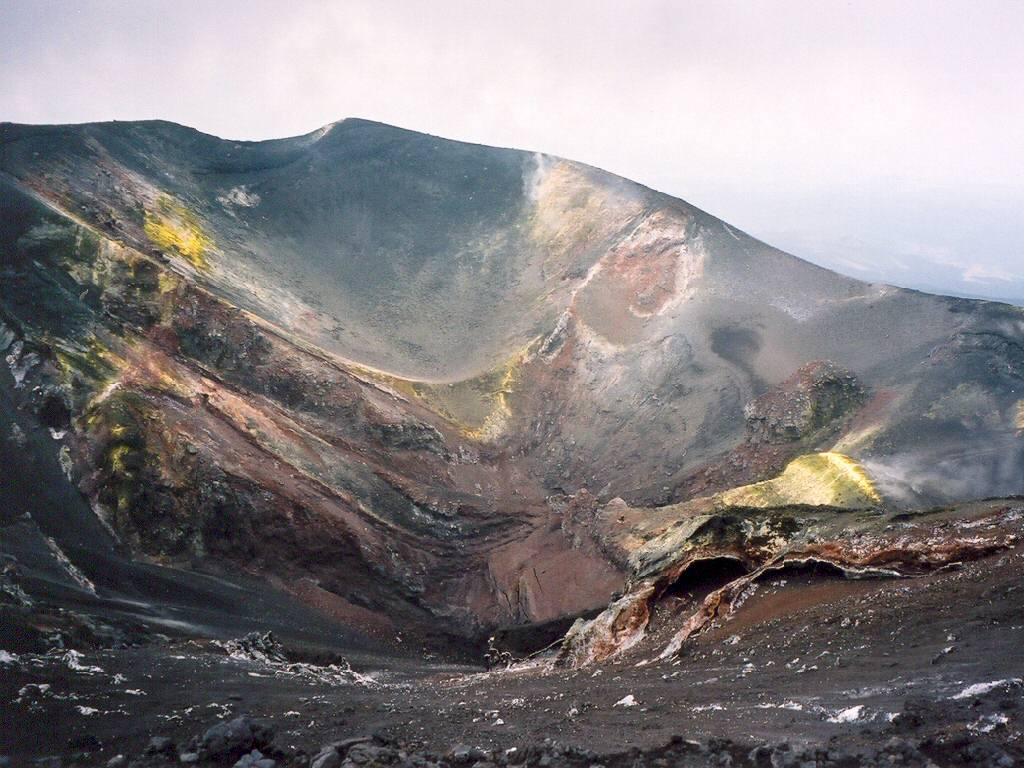
A Valle del Bove

A Valle del Bove (jelentése: az ökör völgye) egy hatalmas völgy az Etna keleti oldalán. Valószínűleg 64 000 éve keletkezett a Trifoglietto II kráter összeomlásának eredményeként. Kialakulásának körülményei tisztázatlanok; a legújabb eredmények szerint több, hatalmas csuszamlás eredménye. A mintegy 37 km²-es völgy gyűjti össze a központi kráterekből származó vagy különböző repedéseken áttörő lávaárakat, de többször volt már oldalkitörések helyszíne is. A völgyben található több parazitakúp is (például Monte Simone, Monte Centenari). A lávaárak miatt a táj kietlen, sivatagos.

## Belső szerkezete

### A magmakamra
Az 1970-es években végzett szeizmológiai vizsgálatok 20–25 kilométer mélyen egy mintegy 14% képlékeny anyagot tartalmazó magmakamrát mutattak ki. A kamra 22–31 km átmérőjű és közel 4 km magas. Becslések alapján körülbelül 1600 km³ magmát tartalmaz, ami négyszer több a vulkán teljes térfogatánál (kb. 350 km³). Az 1990-es években a geofizikusok kimutatták, hogy a vulkán alatt a kéreg meglehetősen vékony, a köpeny erősen felboltozódik. Hirn és társainak 1997-es elmélete szerint az Etna magmakamrája egy lencse a felszínközeli köpeny tetején, 15–20 km mélyen. A felszín közelében a magmát a központi kürtő mellett feltehetően a parazitakrátereket tápláló oldalkürtők tárolják. Ez utóbbi állítás vitatható, hiszen az ilyen kis intrúziók gyorsan kihűlnek. Az 1999-es szeizmológiai és geofizikai vizsgálatok során Murru és társai két magmakamrát mutattak ki: egy kisebbet 4–8 km mélyen és egy nagyobbat 10–16 km mélyen. A két vizsgálat eltéréseit a vulkán tevékenységének változása okozhatta. A műholdas mérések szerint az 1993 utáni aktív időszakban a vulkán alatti térváltozás központja jóval mélyebben volt, mint 1991–1993 között, ami azt jelenti, hogy a felső, kisebb magmakamra időszakos jelenség lehet. 2001 és 2003 között intenzíven vizsgálták a vulkán tevékenységét, és számos új, addig ismeretlen tulajdonságára derítettek fényt. A kitörés előtti hónapokban az Etna déli oldala a feltöltődés jeleként megduzzadt, és a magma 2002 júniusában tűnt fel a központi kráterekben. A 2001-es kitöréssel ellentétben ezt a kitörést nem pusztán a magmakamra túltöltése okozta, hanem egy törés is megjelent a vulkán keleti oldalán. Az instabilitás eredményeként a magmakamra gyorsan feltöltődött, majd kitört a vulkán.

### A központi kürtő
A tetőkrátereket a központi kürtő látja el magmával. A kürtőben felgyülemlő magmát a kráter aljának emelkedése vagy süllyedése mutatja. A magma két módon juthat a felszínre: elterül a kráter alján vagy dómot épít a kráterben – az ilyen dóm gyakran „kitüremkedik”, azaz közepe a kráter fala fölé emelkedik.

### Oldalkürtők
Hosszú ideig úgy gondolták, hogy a magma többsége a központi kürtőn át jut felszínre, és valóban ez az egyetlen olyan útvonal, amelyen a magma állandóan emelkedik. Az oldalkitörések rendszerint olyankor alakulnak ki, amikor a magma repedésekbe tódul, és így a vulkáni felépítmény lejtőin jut napvilágra. Ezeket a kitöréseket oldalkitöréseknek nevezték, ezek lettek az „etnai oldalkitörések” prototípusai. Az oldalkitörések többsége tényleg ilyen is, de egyes oldalerupcióknak nincs köze a központi kürtőhöz; az 1950-es évek végén és az 1960-as évek elején Alfred Rittmann svájci vulkanológus ezekre az excentrikus kitörés elnevezést vezette be. A 20. században mindössze egyetlen ilyen, kisebb kitörést figyeltek meg 1974-ben, de 2001-es és 2002-2003-as kitöréssorozatokban a vulkán szokásos oldalkitörései mellett számos excentrikust is produkált. Mivel ezen az oldalon 1892 óta nem figyeltek meg kitörést, valószínűsítik, hogy ezeket egy, a vulkán déli lejtője alatt újonnan kialakult, másodlagos magmakamra táplálta. A 2001-es kitörés előtt megfigyelték a vulkán duzzadását, ami előrevetítette a kitöréseket. Az első megfigyelésekből a vulkanológusok arra következtetettek, hogy a magma a központi kürtőt tápláló felszínközeli kamrából származik, de a kitörések mechanizmusát, instabilitását és a felszínre hozott magma mennyiségét megfigyelve idővel arra a következtetésre jutottak, hogy kell lennie egy második, a mélységi, regionális tektonikai mozgások eredményeként kialakult magmakamrának is.

## Kitörései
Az Etna kitöréseit mintegy 1500 éve jegyzik fel rendszeresen, így ez Földünk legismertebb tűzhányója. A tudományos megfigyelések csak a 17. században kezdődtek el; a vulkán addigi aktivitását írók, költők, utazók és természettudósok leírásaiból ismerjük. Az utóbbi 400 esztendőben a kitörések jellege többször is megváltozott, ahogy a vulkánból más-más jellegű magma tört a felszínre. Az 1600 és 1669 közötti nyolc, hosszú ideig tartó kitörés sok anyagot hozott a felszínre (az 1614-1624 közötti például mintegy 1–2 km³-nyit). Ebben a periódusban Hughes számításai szerint mintegy 1,19 m³/s vulkáni anyag került felszínre, jóval több mint 1669 után. Az 1669-es kitörést követő évszázadban az Etna működése jelentéktelen volt; a tűzhányó mindössze néhány kisebb kitörést produkált. A következő nagy kitörésre 1755-ig kellett várni; ekkor a központi kráterekből számos lávafolyam indult el. Az új aktív időszak az 1763–1766 közötti három oldalkitöréssel köszöntött be. 1767 és 1865 között nagyjából tíz évenként követték egymást a nagy magnitúdójú és sok anyagot produkáló kitörések, amelyek közül az utolsó, az 1865-ös 100·106 m³ lávát és piroklasztot produkált. A kitörés után egy héttel a vidéket egy, a Richter-skála szerint 4,7 erejű földrengés rázta meg, amit az Etna alatt húzódó törésvonalak (Málta-Szicíliai-tömb és Messina-Giardini-rift) mentén bekövetkezett elmozdulás okozott. Ezt az úgynevezett Timpe-törésvonalat gyakran okolták a vulkán működéséért, de kapcsolatukat nem sikerült bizonyítani. 1865 óta a kitörések periódusokban (csoportosan vagy sorozatosan) követik egymást, és általános jellemzőjük, hogy mindig a sorozat utolsó kitörése a legerősebb. Az aktív időszakok:
- 1874–1892,
- 1908–1928,
- 1942–1951,
- 1971–1993 – ez utóbbiban 13 kitöréssel átlag másfél évenként.

A vulkán most (2020-ban) is aktív; ez a kitörési periódus 2001-ben kezdődött.

### A kitörések típusai

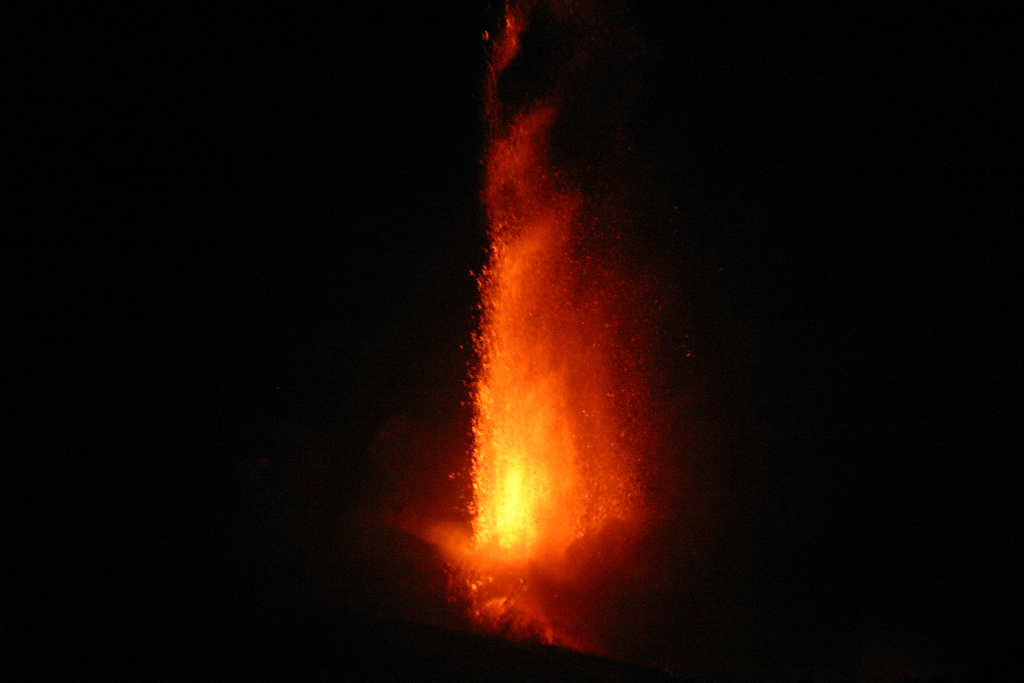
Lávaszökőkút a Délkeleti-kráterben

Az Etna egyik érdekes tulajdonsága, hogy kitörései többféle arculatot mutatnak, amelyek osztályozásával – általában a kitörés helye és típusa szerint – az elmúlt évszázadban sokan próbálkoztak többé-kevésbé sikertelenül. Rittmann 1973-ban a következő kitöréstípusokat különböztette meg:
- 1. csúcskitörés – a csúcskráterek valamelyikében (például 1787, 1955–1971, 1995–2001)
- 2. szubterminális kitörés vagy csúcs alatti kitörés – a csúcskráterek közelében keletkező parazitakráterekben. Korábban ide sorolták az Északkeleti- és a Délkeleti-kráter aktivitását is.
- 3. oldalkitörés – az Etna lejtőin keletkező parazitakráterekben, a központi kürtőből sugarasan elágazó dyke-okból (például 1928, 1950–1951, 1978–1979, 1983, 1989, 1991–1993, és részben a 2001-es és 2002-es kitörések)
- 4. excentrikus kitörés – az Etna lábainál keletkező parazitakráterekben. Ezek fő jellemzője, hogy nincsenek összeköttetésben a központi kürtővel. Ilyen kitörések voltak 1669-ben, 1763-ban, 2001-ben és 2002-ben.

Az osztályozás egyszerűsítése érdekében Romano és Sturiale 1981-ben azt javasolta, hogy az oldalkitöréseket sorolják két csoportba, megkülönböztetve a radiális és excentrikus kitöréseket. Ez utóbbi csoportba sorolták az összes olyan kitörést, amelyeket regionális tektonikai mozgások eredményei, és nem hozhatók összefüggésbe a központi kürtővel. Leszögezték, hogy léteznek, sőt, gyakoriak az átmeneti típusú kitörések is, és erre példaként az 1669-est hozták fel.

#### Csúcskitörések

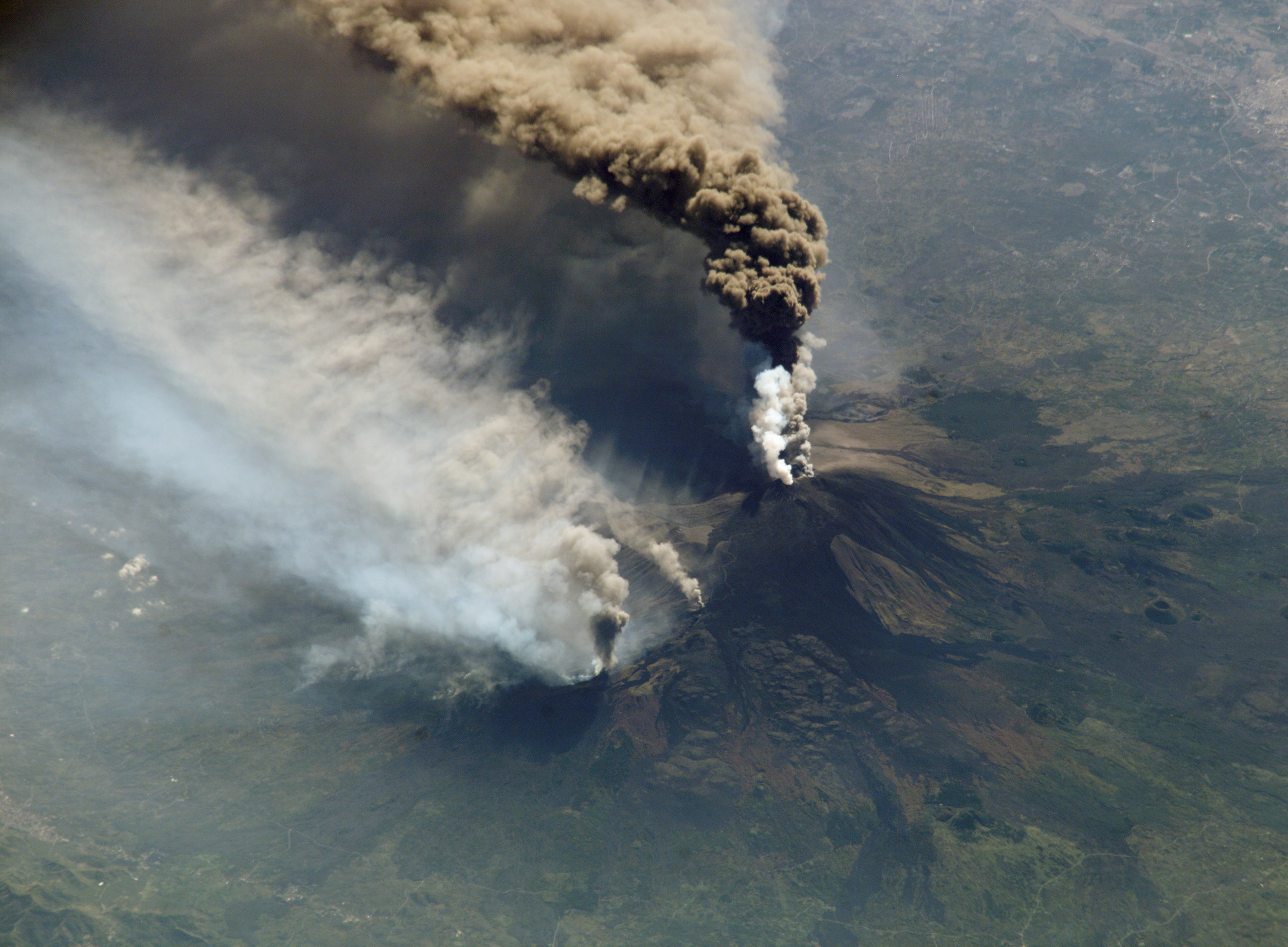
Az Etna 2002-es kitörése az űrből nézve

Míg az oldalkitörések időszakosak, a csúcskráterek szinte állandóan aktívak; a kidobott anyag utánpótlását a központi kürtő szolgáltatja. Ennek ütemétől függően a kitörések lehetnek Stromboli-típusúak, azaz enyhén robbanásosak lassú lávafolyásokkal, vagy robbanásos paroxizmusok látványos explozív vulkáni jelenségekkel.
Stromboli-típusú kitörések
Az Etna csúcskrátereinek leggyakoribb kitörései. Általában kevesebb mint 1 m³/s anyagot szolgáltatnak, és lávafolyásaik csak pár száz méter hosszúak. A kitörések új hamu- és piroklasztkúpokat emelnek (például Északkeleti-kráter), vagy a már meglévőket építik tovább.
Robbanásos paroxizmus
Általános jellemzőjük a magas vulkánkitörési index, és a több kilométer magasságba, akár a sztratoszféráig is felnyúló kitörési oszlopok kialakulása. Sokkal rövidebb ideig tartanak, mint a Stromboli-típusú kitörések. Keletkezésük oka, hogy illó anyagokban gazdag magma ér a felszín közelébe: a hirtelen nyomáscsökkenés miatt a gázok és gőzök hirtelen, robbanásszerűen szabadulnak fel, és sok lávafoszlányt ragadnak magukkal. Gyakoriak a lávaszökőkutak, a kúpok pedig gyakran be is omlanak a kitörés ereje miatt. A 2000-es években egyre gyakoribbá váltak a robbanásos paroxizmusok, és anyagtermelésük is fokozatosan nőtt.

#### Oldalkitörések

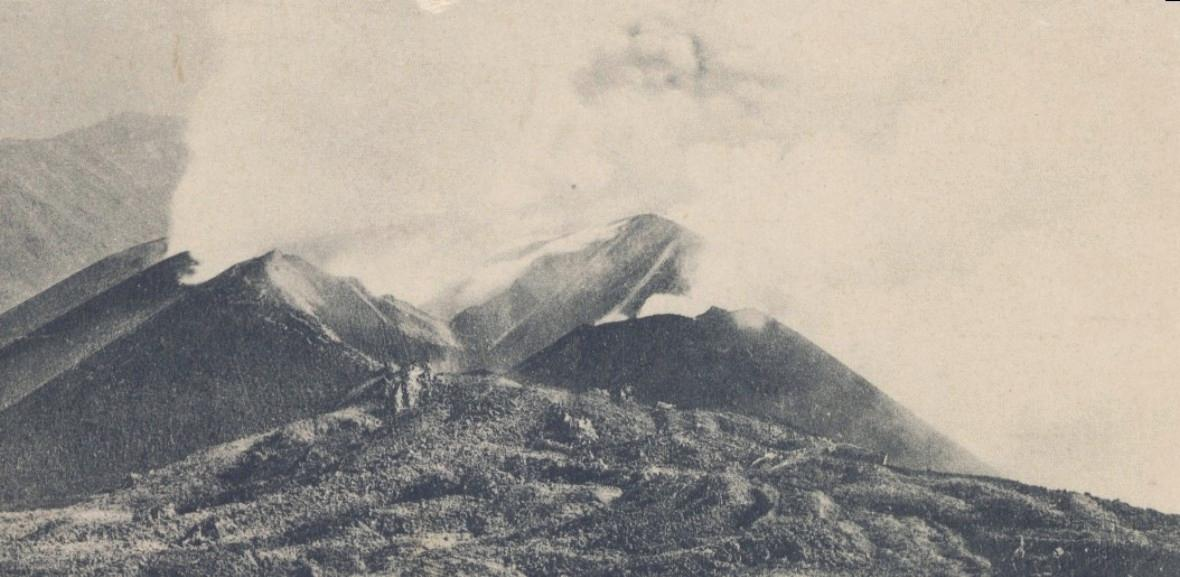
Az Etna 1931-es kitörését ábrázoló képeslap

Az oldalkitörések mechanizmusa a szubterminális kitörésekére hasonlít, mindössze annyi a különbséggel, hogy ezek a vulkán lejtőinek alacsonyabb zónáira jellemzők. A magma a központi kürtőből sugárirányban szerteágazó repedéseken jut felszínre. Az így kikerülő anyag lényegesen több, mint amennyit a szubterminális kitörések hoznak felszínre. A kijutó láva mennyisége erősen függ a központi kürtőben magasabb szinteken lévő magma hidrosztatikus nyomásától is, azaz ameddig a központi kürtőben a magma szintje a kitörés szintjénél magasabban van, az oldalkürtő többnyire 10 m³/s-nál több anyagot produkál. A felszínre hozott anyag mennyisége a kürtőt megtöltő magma szintjével csökken. A szubterminális és oldalkitöréseket nehéz elkülöníteni, voltaképpen csak a működés intenzitása különbözik: előbbiekből rendszerint 1 m³/s-nál kevesebb anyag ömlik ki. Az oldalkitörések kialakulásának két oka van: a központi kürtőben feltörekvő, nagy illótartalmú magma nyomására kialakuló oldalirányú repedések (amelyekbe beszivárog a kőzetolvadék) és a vulkáni felépítmény lemeztektonikai mozgások okozta instabilitása, ami szintén megrepeszti a kőzeteket, és a magma ezeken is lassan felfelé szivárog. Ez utóbbi folyamat sokkal lassabb, a magma olykor csak több hét alatt éri el a felszínt. A repedésekbe behatoló olvadék nem is mindig éri el a felszínt: időnként még ez előtt kihűl, és dyke-ok (kőzettelérek) formájában megszilárdul.

#### Excentrikus kitörések
Az excentrikus kitörések olyan függőleges kürtőkből táplálkoznak, amelyeknek nincs kapcsolatuk a központi kürtővel. Nagyon ritkák, az elmúlt 10 évben mindössze egyet jegyeztek fel 2001 július-augusztusában. Korábbi hasonló erupciók során jött létre a Monti de Fiore (1974), a Monti Silvestri (1892) és a Montagnola (1763). Kitörések hevesebbek, rendszerint gázömlés nélkül. Egyes excentrikus kitörések megbontják a vulkán felépítményét: jelentős repedésrendszert alakítanak ki benne, és ez gyakran oldalkitörésekhez vezet. Rendkívüli ritkaságuk miatt keletkezésükre és mechanizmusukra még nincs általánosan elfogadott magyarázat.

### Eruptív ciklusok

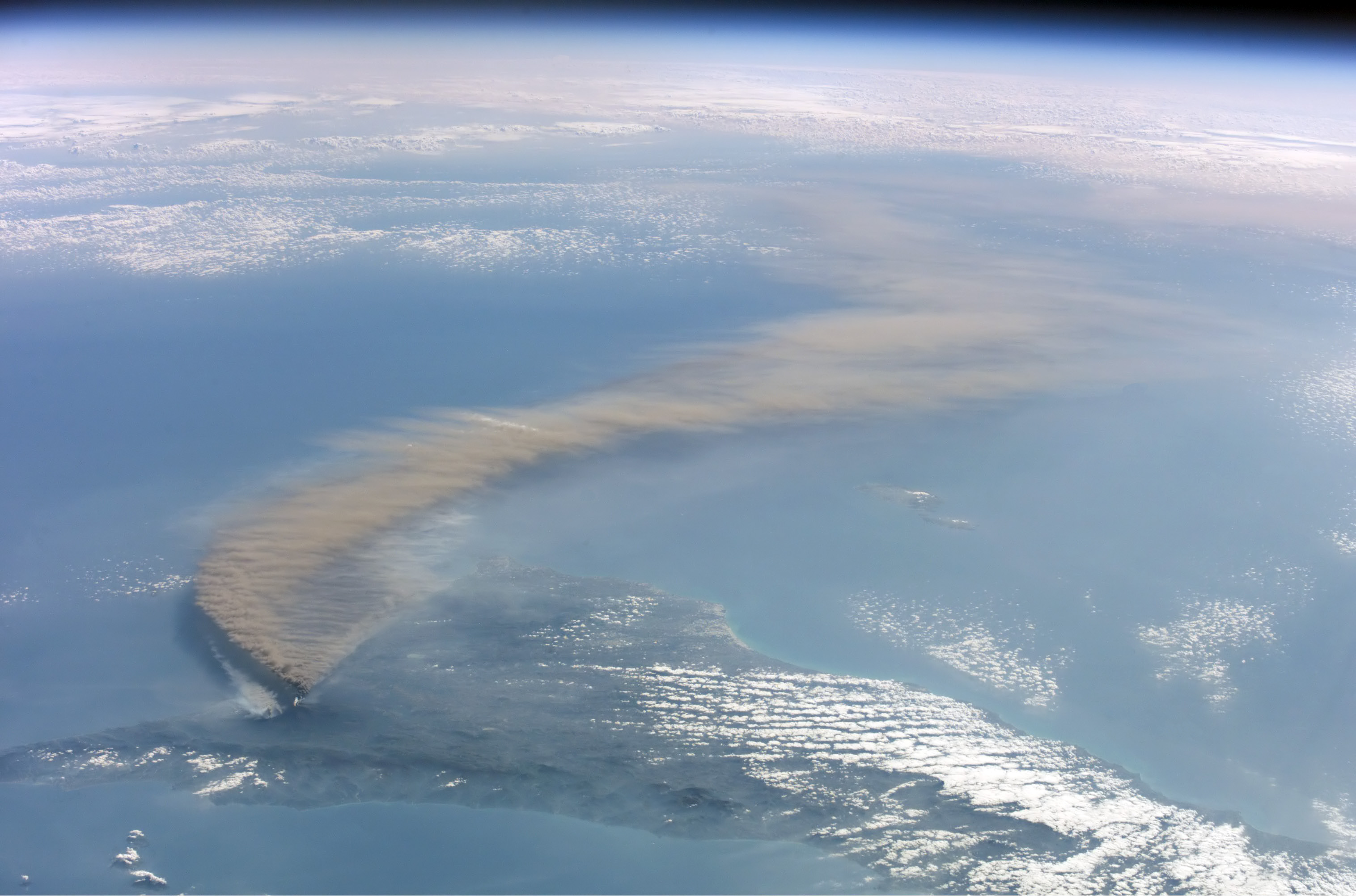
Az Etna 2002-es kitörésének oszlopa az űrből nézve

Az Etna folyamatosan aktív vulkán, és a felszínre hozott magma mennyiségét tekintve a második legjelentősebb a Földön a Hawaii-szigeteken lévő Kilauea után. A felszínre törő magma mennyiségét az 1970-es évek óta mérik. A módszereket az elmúlt néhány évtized alatt többször is pontosították, viszont a vulkáni tevékenységet illetően néhány kérdés még mindig megválaszolatlan:
1. megállapítható-e egy átlagos kiömlési együttható, amely a magma felszínre jutását jellemzi és független a magmakamrától?
2. a kürtőben emelkedő magma azonnal a felszínre tör-e, vagy bizonyos ideig a felszín alatt marad?
3. az oldalkitörések milyen mértékben tükrözik a kamrában lévő magma mennyiségének a változását, valamint összefüggésben vannak-e az oldalkitörések az egyszeri regionális tektonikus mozgásokkal, melyek során kiürülnek az ideiglenes magmakamrák? Ezen idő alatt miként változik a központi kürtőt tápláló kamra tartalma?
4. az átlagos kitörési együttható hogyan változik hosszabb időszak alatt, és ez a változás befolyásolja-e a kitörések jellegét?
5. az Etna kitörései előrejelezhetővé válhatnak-e?

A megfigyelések alapján megállapították, hogy az Etna kitörései során felszínre hozott magma mennyisége hosszú és rövidtávon egyaránt jelentősen változik. A vulkán aktivitásának intenzitása az 1950-es évektől kezdődően növekszik.
A vulkán működésében szakaszok különíthetőek el a kitörés jellege, a termelt anyag mennyisége és a kitörés intenzitása alapján. Ezeket úgynevezett eruptív ciklusokba sorolják. Egy 2003-as tanulmányban rámutattak, hogy az oldalkitörések nem véletlenszerűen jelentkeznek, hanem sorozatokban. Minden ilyen sorozatot egy-egy hosszabb, akár 16 évig terjedő csúcskitörési sorozat előz meg. A nyugalmi állapot–csúcskitörések–oldalkitörések egymást követő sorozata alkot egy eruptív ciklust. Tipikus példája az 1865-1892-es ciklus, amely három év nyugalmi állapot után egy oldalkitöréssel kezdődött, majd 1868–1874 között csúcskitörésekkel folytatódott, majd az elkövetkező 18 év során öt oldalkitörés zajlott le. Az utolsó kitörés 1892-ben történt, és hatalmas mennyiségű vulkáni anyagot termelt (150 millió m³).

### Az Etna kitöréseinek kronológiája
Az utóbbi hatezer év kitöréseit Jean-Claude Tanguy és Romolo Romano vulkanológusok foglalták össze részben a lávaárak, részben a történelmi dokumentumok vizsgálatával. A Kr. e. 100-nál idősebb kitöréseket csak szénizotópos vizsgálatokkal tudták azonosítani, ezért ezek évszámai nem pontosak. A Kr. e. 100 és Kr. u. 1100 közötti kitörések vizsgálatát megnehezítette, hogy a történelmi feljegyzések hiányosak – ezeket paleomágneses vizsgálatokkal határolták be. Az Etna kitöréseit a 17. századtól részletesen dokumentálták, de egyes lávaárak paleomágneses vizsgálatára még ez után is szükséges volt, mert többről is bebizonyosodott, hogy régebb, mint ezt az írások említik. A csúcskráterek tevékenysége nehezen rekonstruálható, hiszen a szinte folyamatosan aktív központi kráterek morfológiája rengetegszer, és a sorozatos kitörések többször is áthalmozták a vulkáni anyagot.
| Az Etna kitörései                           | Az Etna kitörései                    | Az Etna kitörései | Az Etna kitörései                     | Az Etna kitörései                      |
| Idő                                         | Kitörés típusa: (cs) csúcs (l) oldal | Megjegyzések | Felszínre hozott láva mennyisége (m³) | Felszínre hozott tefra mennyisége (m³) |
| ------------------------------------------- | ------------------------------------ | --- | ------------------------------------- | -------------------------------------- |
| Kr. e. 6190 +/- 200 év                      | cs                                   | |                                       |                                        |
| Kr. e. 5140 +/- 150 év                      | cs                                   | |                                       |                                        |
| Kr. e. 4150 +/- 150 év                      | cs                                   | |                                       |                                        |
| Kr. e. 3510 +/- 150 év                      | cs                                   | |                                       |                                        |
| Kr. e. 2330 +/- 100 év                      | cs                                   | |                                       |                                        |
| Kr. e. 1500 +/- 50                          | cs                                   | valószínűleg menekülésre késztette a helyi lakosságot |                                       |                                        |
| Kr. e. 735                                  | cs                                   | |                                       |                                        |
| Kr. e. 695 +/-2 év                          | l                                    | valószínűleg ekkor alakult ki a Nicolosi melletti Mompilieri kúp (egyes kutatók azonban korábbi keletkezésűnek tartják)                                                                                |                                       |                                        |
| Kr. e. 476–475                              | cs                                   | |                                       |                                        |
| Kr. e. 425–424                              | cs                                   | lávája a mai Cataniától északra folyt, kitörés helye ismeretlen |                                       |                                        |
| Kr. e. 396–394                              | l                                    | a délkeleti oldalon zajlott le, a lávafolyás Acireale mellett érte el a tengert. Valószínűleg ekkor alakult ki a Monterosso melletti Monte Goma nevű kúp                                               |                                       |                                        |
| Kr. e. 350                                  | cs                                   | |                                       |                                        |
| Kr. e. 141–140                              | cs                                   | |                                       |                                        |
| Kr. e. 135                                  | cs                                   | |                                       |                                        |
| Kr. e. 126                                  | cs                                   | |                                       |                                        |
| Kr. e. 122                                  | cs                                   | Explozív csúcskitörés, mely hamuval borította Cataniát |                                       | kb. 1 km³                              |
| Kr. e. 61                                   | cs                                   | |                                       |                                        |
| Kr. e. 56                                   | cs                                   | |                                       |                                        |
| Kr. e. 49                                   | cs                                   | |                                       |                                        |
| Kr. e. 44. március                          | cs                                   | a kitörés során keletkezett hamu elborítja Cataniát |                                       |                                        |
| Kr. e. 36. június-augusztus                 | cs                                   | |                                       |                                        |
| Kr. e. 32/31                                | cs                                   | |                                       |                                        |
| Kr. e. 10                                   | cs                                   | |                                       |                                        |
| Kr. u. 38–40                                | cs                                   | |                                       |                                        |
| Kr. u. 80                                   | cs                                   | |                                       |                                        |
| Kr. u. 200 körül                            | l                                    | a NyÉNy-i oldalon fekvő Monti Silvestri kialakulása |                                       |                                        |
| 252/253 körül                               | l                                    | kitörés a déli oldalon, a lávaár Catania előtt megáll |                                       |                                        |
| 350 körül                                   | l                                    | a Mompelosi lávaár kialakulása Nicolosi mellett |                                       |                                        |
| 417?                                        | cs                                   | |                                       |                                        |
| 450 körül                                   | l                                    | a lávaár a mai Bronte temetőjének területén állt meg |                                       |                                        |
| 500 körül                                   | l                                    | a Ciacca nevű lávaár kialakulása a déli oldalon |                                       |                                        |
| 600 körül                                   | l                                    | a Monte Lepre lávaár kialakulása a nyugati oldalon |                                       |                                        |
| 600 körül                                   | l                                    | a Monte Solfizio vulkáni kúp kialakulása a DDK-i oldalon |                                       |                                        |
| 644?                                        | cs                                   | |                                       |                                        |
| 750 körül                                   | l                                    | |                                       |                                        |
| 644?                                        | cs                                   | |                                       |                                        |
| 800 körül                                   | l                                    | a Trecastagnitól északra levő lávafolyás kialakulása |                                       |                                        |
| 812                                         | l                                    | a Monte Sonna kitörései |                                       |                                        |
| 814?                                        | cs                                   | |                                       |                                        |
| 859?                                        | cs                                   | |                                       |                                        |
| 911?                                        | cs                                   | |                                       |                                        |
| 950 körül                                   | l                                    | az északnyugati oldalon levő lávaárak alsó része ekkor keletkezett |                                       |                                        |
| 970 körül                                   | l                                    | a Monte Pizzilo kialakulása az északnyugati oldalon, mely az 1879-es kitörésben felrobbant |                                       |                                        |
| 1000 körül                                  | l                                    | kitörések a Monte Sonna körül |                                       |                                        |
| 1004?                                       | cs                                   | |                                       |                                        |
| 1020 körül                                  | l                                    | a Scorciavacca lávaár kialakulása az északkeleti oldalon |                                       |                                        |
| 1044?                                       | cs                                   | |                                       |                                        |
| 1050 körül                                  | l                                    | a Jón-tenger partján lévő lávaplató kialakulása. A kitörések központja a Monte Ilice volt. |                                       |                                        |
| 1060 körül                                  | l                                    | a délkeleti oldalon levő Gallo Bianco lávaár alacsonyabb részeinek kialakulása |                                       |                                        |
| 1062–1064                                   | l                                    | kitörések a NyDNy-i oldalon |                                       |                                        |
| 1157                                        | cs                                   | |                                       |                                        |
| 1160                                        | l                                    | a Mascalucia melletti repedésből induló lávaár, mely Ognina mellett érte el a Jón-tengert |                                       |                                        |
| 1164                                        | cs                                   | |                                       |                                        |
| 1169. február                               | cs                                   | valószínűleg nem kitörés, hanem csak egy Szicíliát megrázó földrengés volt |                                       |                                        |
| 1180 körül                                  | l                                    | ekkor jött létre a Linguaglossa melletti egyik lávaár |                                       |                                        |
| 1194                                        | cs                                   | |                                       |                                        |
| 1200                                        | l                                    | a Gallo Bianco lávaár felső felének a kialakulása |                                       |                                        |
| 1222                                        | cs                                   | |                                       |                                        |
| 1250                                        | l                                    | a Monte Vetore-Serra la Nave lávafolyásainak kialakulása |                                       |                                        |
| 1284–1285                                   | l                                    | kitörések a keleti oldalon |                                       |                                        |
| 1329. június-augusztus                      | cs                                   | a délkeleti oldal kitörései a Fleri és Viagrande közötti területen pusztítanak. Valószínűleg ebből a periódusból származik a Linera melletti lávaár, mely elérte a Jón-tengert                         |                                       |                                        |
| 1334                                        | l                                    | a Monterosso kúp kialakulása |                                       |                                        |
| 1350                                        | cs                                   | |                                       |                                        |
| 1381. augusztus 5.                          | l                                    | Mascalucia melletti kitörés, a lávaár elönti a mai Catania északi részét |                                       |                                        |
| 1408. november 8-25.                        | l                                    | kitörés a délkeleti oldalon mely során elpusztul Trecastagni és Pedara |                                       |                                        |
| 1444                                        | l                                    | kitörés a délkeleti oldalon, de a lávaár nem éri el Cataniát |                                       |                                        |
| 1446. szeptember                            | l                                    | kitörés a Valle del Bovéban |                                       |                                        |
| 1493                                        | cs                                   | |                                       |                                        |
| 1535                                        | l                                    | a Monte Nero degli Zappini kialakulása |                                       | kb. 0,5 km³                            |
| 1536. március-április                       | l                                    | kitörések a déli és északnyugati oldalakon |                                       |                                        |
| 1537. március-július                        | l                                    | kitörés a déli oldalon, a lávaár elpusztítja Nicolosit |                                       |                                        |
| 1540. július                                | cs                                   | |                                       |                                        |
| 1541. július                                | cs                                   | |                                       |                                        |
| 1554?                                       | cs                                   | |                                       |                                        |
| 1566. november                              | l                                    | kitörés az északkeleti oldalon Linguaglossa mellett |                                       |                                        |
| 1579/1580                                   | l                                    | kitörések a délkeleti oldalon |                                       |                                        |
| 1595                                        | l                                    | kitörés a délkeleti oldalon, a lávaár Adranót veszélyezteti |                                       |                                        |
| 1603–1610                                   | cs                                   | |                                       |                                        |
| 1607. június 28.                            | l                                    | kitörés az északnyugati oldalon a Monte Spagnolo felett |                                       |                                        |
| 1610. február-augusztus                     | l                                    | kitörés a délnyugati oldalon Adrano felett, a lávaárak elpusztítják a település szőlőültetvényeit | 120x10 6 m³                           |                                        |
| 1614–1624                                   | l                                    | az Etna leghosszabb ideig tartó és legtöbb vulkáni anyagot termelő kitörése. Az északi és északnyugati oldalakon zajlott le létrehozva a Lava dei Dammusi lávaplatót.                                  | 1 km³-nél több                        |                                        |
| 1633?                                       | cs                                   | valószínűleg földrengés volt, mely rombadöntötte Nicolosit |                                       |                                        |
| 1634–1638                                   | l                                    | kitörés a DDK-i oldalon Zafferana Etnea felett | 150 x 10 6 m³                         |                                        |
| 1643. február                               | l                                    | kitörés az ÉÉK-i oldalon | 1 x 10 6 m³                           |                                        |
| 1646. november – 1647. január               | l                                    | a Monte Nero kialakulása az ÉÉK-i oldalon | 190 x 10 6 m³                         | 7 x 10 6 m³                            |
| 1651–1653                                   | l                                    | kitörés a nyugati oldalon, mely elpusztítja Brontét | 500 x 10 6 m³                         |                                        |
| 1654–1656                                   | cs                                   | |                                       |                                        |
| 1669. március 11. – július 15.              | l                                    | az Etna legpusztítóbb kitörése (lásd cikk) | 800 x 10 6 m³                         | 250 x 10 6 m³                          |
| 1682. szeptember                            | cs                                   | |                                       |                                        |
| 1688                                        | cs                                   | |                                       |                                        |
| 1689. március                               | l                                    | kitörés a Valle del Bovéban, a lávaár Macchia előtt áll meg |                                       |                                        |
| 1693. december – 1694. november             | cs                                   | nem kitörés, hanem a vulkáni működéstől független földrengés követelt mintegy 60 000 áldozatot |                                       |                                        |
| 1702. március-május                         | l                                    | kitörés a keleti oldalon |                                       |                                        |
| 1723–1724                                   | cs                                   | |                                       |                                        |
| 1723–1733                                   | cs                                   | |                                       |                                        |
| 1735–1736                                   | cs                                   | |                                       |                                        |
| 1744–1745                                   | cs                                   | |                                       |                                        |
| 1747–1749                                   | cs                                   | |                                       |                                        |
| 1752–1758                                   | cs                                   | |                                       |                                        |
| 1755. március                               | l                                    | a kitörés nyomán lahar zúdul le a Valle del Bovéban és eléri a tengert |                                       |                                        |
| 1758–1759                                   | cs                                   | |                                       |                                        |
| 1763. február 6. – március 15.              | l                                    | kitörés a nyugati oldalon, kialakulnak a Monte Mezza Luna és Monte Nuovo kúpok | 15 x10 6 m³                           | 2 x 10 6 m³                            |
| 1763. június 18. – szeptember 10.           | l                                    | kitörés a déli oldalon, kialakul a Montagnola kúp | 65 x 10 6 m³                          | 35 x 106 m³                            |
| 1764–1765                                   | l                                    | kitörés az északnyugati oldalon |                                       |                                        |
| 1766. április 17. – november 6.             | l                                    | kitörés a déli oldalon, kialakulnak a Monti Calcarazzi és a Monti Silvestri. A lávaárak Nicolosit veszélyeztetik.                                                                                      | 20 x 10 6 m³                          |                                        |
| 1767                                        | cs                                   | |                                       |                                        |
| 1770?                                       | cs                                   | |                                       |                                        |
| 1776                                        | cs                                   | |                                       |                                        |
| 1780. április-június                        | l                                    | kitörés a DDNy-i oldalon | 20 x 10 6 m³                          |                                        |
| 1781                                        | cs                                   | |                                       |                                        |
| 1787. június-augusztus                      | cs                                   | a vulkán egyik leglátványosabb kitörése: a lávaszökőkutak 3000 métert meghaladó magasságba lövelltek                                                                                                   |                                       |                                        |
| 1791. február-szeptember                    | cs                                   | |                                       |                                        |
| 1792. március-május                         | cs                                   | |                                       |                                        |
| 1792. május – 1793. május                   | l                                    | kitörés a Valle del Bovéban, a lávaár elpusztítja Zafferana Etnea mezőgazdasági területeit | 90 x 10 6 m³                          |                                        |
| 1797–1801                                   | cs                                   | a csúcskráter eléri a 3300 méteres magasságot, melyet azóta is tart, a vulkán azóta laterálisan növekedett                                                                                             |                                       |                                        |
| 1802. november                              | l                                    | kitörés a Valle del Bovéban | 7 x 106 m3                            |                                        |
| 1802–1809                                   | cs                                   | |                                       |                                        |
| 1809. március 27. – április 9.              | l                                    | kitörés az északkeleti oldalon | 30 x 10 6 m³                          |                                        |
| 1810                                        | cs                                   | |                                       |                                        |
| 1811. október 27. – 1812. május             | l                                    | kitörés a Valle del Bovéban, kialakul a Monte Simone, a lávaár Milót fenyegeti | 35 x 10 6 m³                          | 3 x 10 6 m³                            |
| 1816?                                       | l                                    | kérdéses kitörés Aci Castello mellett |                                       |                                        |
| 1819. május 27. – augusztus 1.              | l                                    | kitörés a Valle de Bovéban | 50 x 10 6 m³                          | 4 x 10 6 m³                            |
| 1822                                        | cs                                   | |                                       |                                        |
| 1827                                        | cs                                   | |                                       |                                        |
| 1828–1832                                   | cs                                   | |                                       |                                        |
| 1832. október 31. – november 22.            | l                                    | kitörés a nyugati oldalon, a lávaár Brontét fenyegeti | 50 x 10 6 m³                          | 3 x 10 6 m³                            |
| 1833                                        | cs                                   | |                                       |                                        |
| 1838–1839                                   | cs                                   | |                                       |                                        |
| 1842                                        | cs                                   | |                                       |                                        |
| 1843. november 17-28.                       | l                                    | kitörés a nyugati oldalon, a lávaár Brontét fenyegeti | 55 x 10 6 m³                          | 3 x 10 6 m³                            |
| 1852. augusztus 20. – 1853. május           | l                                    | kitörés a Valle del Bovéban, kialakul a Monte Centennari , a lávaár Zafferanát veszélyezteti | 120 x 10 6 m³                         | 12 x 10 6 m³                           |
| 1857                                        | cs                                   | |                                       |                                        |
| 1863                                        | cs                                   | |                                       |                                        |
| 1863                                        | cs                                   | |                                       |                                        |
| 1865. január 30. – június 28.               | l                                    | |                                       |                                        |
| 1868                                        | cs                                   | |                                       |                                        |
| 1869. szeptember 26.                        | l                                    | kitörés a keleti oldalon, a lávaárak a Valle del Bovéban gyűlnek össze |                                       |                                        |
| 1874                                        | cs                                   | |                                       |                                        |
| 1874. augusztus 29–31.                      | l                                    | kitörés az északi oldalon | 2 x 10 6 m³                           | 1 x 10 6 m³                            |
| 1878–1883                                   | cs                                   | |                                       |                                        |
| 1879. május 26. – június 7.                 | l                                    | kettős kitörés az ÉÉK-i és DDNy-i oldalakon, erős tefraszórás, a lávaár elpusztítja Passopisciaro mezőgazdasági területeit                                                                             | 23 x 10 6 m³                          | 30 x 106 m³                            |
| 1883. március 22-24.                        | l                                    | kitörések sorozata a déli oldalon, mely során számos kisebb hamukúp alakul ki | 0,01 x 10 6 m³                        | 0,01 x 10 6 m³                         |
| 1884–1885                                   | cs                                   | |                                       |                                        |
| 1892. június                                | cs                                   | |                                       |                                        |
| 1892. július 8. – december 29.              | l                                    | kitörések a déli oldalon, kialakul a Monti Silvestri hamukúp | 145 x 10 6 m³                         | 5 x 10 6 m³                            |
| 1893–1898                                   | cs                                   | |                                       |                                        |
| 1899. július 19. – augusztus 5.             | cs                                   | erőteljes explozív kitörések a csúcskráterben |                                       |                                        |
| 1899. november 15. – 1908. augusztus        | cs                                   | aktivitás a központi kráterben: omlások és kúpépítések sorozata |                                       |                                        |
| 1908. április 29–30.                        | l                                    | kitörés a Valle del Bovéban | 2 x 10 6 m³                           | 0,15 x 106 m ³                         |
| 1908. május 20. – 1909. szeptember 29.      | cs                                   | |                                       |                                        |
| 1910. március 23. – április 18.             | l                                    | kitörés a déli oldalon, a lávaár Nicolosit fenyegeti | 37 x 10 6 m³                          |                                        |
| 1910. december 27. – 1911. február 17.      | cs                                   | a központi kráter aktív |                                       |                                        |
| 1911. augusztus                             | cs                                   | a központi és északkeleti kráterek aktívak |                                       |                                        |
| 1911. szeptember 10-22.                     | l                                    | kitörés az északkeleti oldalon, a lávaár Linguaglossát fenyegeti | 27 x 10 6 m³                          | 1,6 x 10 6 m³                          |
| 1912. augusztus                             | cs                                   | a központi kráter aktív |                                       |                                        |
| 1913. november 13. – 1917. március          | cs                                   | a központi és északkeleti kráterek aktívak, a jövendőbeli Voragine helyén kialakul a Cono avventizio hamukúp                                                                                           |                                       |                                        |
| 1917. június 24. – július                   | cs                                   | a központi kráter robbanásos működése |                                       |                                        |
| 1918. március-november                      | cs                                   | aktivitás a központi kráterben, a Cono avventizio tovább növekedik, az Északkeleti-kráterből megindul az első lávaár                                                                                   |                                       |                                        |
| 1918. november vége                         | l                                    | kitörés a központi kráter északi oldalán | 11 x 10 6 m³                          |                                        |
| 1919. március 15. – 1923. június            | cs                                   | a Cono avventizio eléri maximális magasságát, majd összeomlik, az Északkeleti-kráter lávaárakat termel, amelyek elkezdik növelni a kúpot a kráter körül                                                |                                       |                                        |
| 1923. június 17. – július 18.               | l                                    | kitörés az északkeleti oldalon, a lávaár Linguaglossát fenyegeti | 48 x 10 6 m³                          | 0,5 x 10 6 m 3                         |
| 1923. október 9. – 1924                     | cs                                   | a központi kráter aktív (valószínűleg kollapsz) |                                       |                                        |
| 1924. december 27. – 1925. február          | cs                                   | Északkeleti-kráter aktív |                                       |                                        |
| 1926. január 2. – június                    | cs                                   | Északkeleti-kráter aktív |                                       |                                        |
| 1928. július 31. – augusztus 20.            | cs                                   | a központi kráter aktív (valószínűleg kollapsz) |                                       |                                        |
| 1928. november 2–20.                        | l                                    | erőteljes kitörés a KÉK-i oldalon, a lávaárak elpusztítják Mascali városát | 26 x 10 6 m³                          |                                        |
| 1929. augusztus 2.                          | cs                                   | freatikus kitörés a központi kráterben |                                       |                                        |
| 1930. november 1.                           | cs                                   | kitörés az Északkeleti-kráterben |                                       |                                        |
| 1931. július – 1933. szeptember             | cs                                   | a központi és Északkeleti-kráterek aktívak |                                       |                                        |
| 1934. január 5–7.                           | cs                                   | aktivitás az Északkeleti-kráterben |                                       |                                        |
| 1935. július 7. – 1939. december            | cs                                   | az egykori Cono avventizio helyén újabb kúp nő ki, amelyet hamar kitölt a láva |                                       |                                        |
| 1940. március 16. – 1942. június            | cs                                   | számos kisebb hamukúp épül fel a központi kráterben, amelyet aztán feltölt a láva |                                       |                                        |
| 1942. június 30. – július 5.                | l                                    | kitörés a délnyugati oldalon | 3 x 10 6 m³                           |                                        |
| 1942. július 5.                             | cs                                   | egy erőteljes robbanásos kitörés során felszabaduló láva elpusztítja a központi kráterben korábban felépült kúpokat                                                                                    |                                       |                                        |
| 1942. szeptember 19. – 1944. szeptember 15. | cs                                   | aktivitás az Északkeleti-kráterben |                                       |                                        |
| 1945. június – október 15.                  | cs                                   | aktivitás az Északkeleti-kráterben |                                       |                                        |
| 1945. október vége                          | cs                                   | kialakul a Voragine |                                       |                                        |
| 1946. február – október                     | cs                                   | aktivitás az Északkeleti-kráterben |                                       |                                        |
| 1947. január 29. – február 24.              | cs                                   | az Északkeleti-kráter és a Voragine lávaszökőkutakat produkálnak |                                       |                                        |
| 1947. február 24. – március 10.             | l                                    | kitörés az északkeleti oldalon | 7 x 106 m³                            |                                        |
| 1949. december 2–4.                         | l                                    | kitörések a déli és délnyugati oldalakon | 4 x 106 m³                            |                                        |
| 1950. november 25. – 1951. december 2.      | l                                    | a 20. század legnagyobb kitörése a Valle del Bovéban | 124 x 106 m³                          |                                        |
| 1951. szeptember 21. – 1952. május 30.      | cs                                   | aktivitás az Északkeleti-kráterben |                                       |                                        |
| 1953. július 30.                            | cs                                   | kérdéses kitörés a központi kráterben, valószínűleg csak hamuszórás belső omlások miatt |                                       |                                        |
| 1955. április 5. – 1956. április 7.         | cs                                   | az Északkeleti-kráter elkezdi építeni piroklasztkúpját |                                       |                                        |
| 1957. február 5. – május 7.                 | cs                                   | aktivitás az Északkeleti-kráterben |                                       |                                        |
| 1957. augusztus 25. – 1958. május 3.        | cs                                   | aktivitás az Északkeleti-kráterben |                                       |                                        |
| 1958. november-december                     | cs                                   | aktivitás a központi és Északkeleti-kráterben is |                                       |                                        |
| 1959. március 23. – április                 | cs                                   | aktivitás a központi kráterben |                                       |                                        |
| 1959. október 17. – 1964. december 31.      | cs                                   | explozív-effuzív kitörések váltakozása során kiterjedt kúpok jönnek létre, a központi kráter déli oldalán egy új csúcs alakul ki                                                                       |                                       |                                        |
| 1966. január 10. – 1971. április            | cs                                   | kialakul a Bocca Nuova |                                       |                                        |
| 1971. április 5. – június 12.               | l                                    | kitörések a délnyugati és északkeleti oldalakon, a lávaár nagy részét a Valle del Bove gyűjti össze, elpusztul az Etna Obszervatórium                                                                  |                                       |                                        |
| 1971. szeptember 19. – 1980. május          | cs                                   | a Voragine megtelik lávával, a Bocca Nuova összeomlások és épülő fázisok váltakozásán megy át |                                       |                                        |
| 1974. január 30. – március 29.              | l                                    | kitörés a nyugati oldalon, kialakul a Monti del Fiore |                                       |                                        |
| 1974. szeptember 29. – 1978. május 5.       | cs                                   | aktivitás az Északkeleti-kráterben, szubterminális kúpok kialakulása |                                       |                                        |
| 1978. április 29. – május 5.                | l                                    | kitörés a Valle del Bovéban | 23 x 10 6 m³                          |                                        |
| 1978. augusztus 24–30.                      | l                                    | kitörés a Valle del Leonéban | 3 x 10 6 m³                           |                                        |
| 1978. november 18-29.                       | l                                    | kitörés a Valle del Bovéban | 5 x 10 6 m³                           |                                        |
| 1979. július 5. – 1992. december 3.         | cs                                   | effuzív és explozív kitörések váltakozása a Bocca Nuovában és Voraginében |                                       |                                        |
| 1979. július 16. – augusztus 9.             | l                                    | Stromboli-típusú aktivitás a Délkeleti-kráterben, repedéseken keresztül a láva felszínre tör a Valle del Bovéban                                                                                       | 7,5-10 x 10 6 m³                      |                                        |
| 1980. január 11. – szeptember               | cs                                   | Stromboli-típusú működés a Délkeleti-kráterben |                                       |                                        |
| 1980. július 8. – szeptember 26.            | cs                                   | az Északkeleti-kráter eléri a 3345 méter magasságot |                                       |                                        |
| 1981. március 17-23.                        | l                                    | kitörés az ÉÉNy-i oldalon, a lávaárak Randazzót fenyegetik | 18 x 10 6 m³                          |                                        |
| 1981. november 26.                          | cs                                   | az Északkeleti-kráter aktív |                                       |                                        |
| 1983. március 28. – augusztus 6.            | l                                    | erőteljes kitörés a déli oldalon, a lávaárak elpusztítják a Rifugio Sapienza turistakomplexumot | 79 x 10 6 m³                          |                                        |
| 1984. április 24. – október 18.             | cs                                   | a Délkeleti-kráterben egy 80 méter magas kúp épül fel a váltakozó effuzív és explozív kitörések során                                                                                                  | 10-15 x 10 6 m³                       |                                        |
| 1985. március 8. – július 13.               | l                                    | kitörés a déli oldalon, a lávaárak elpusztítják a Piccolo Rifugio turistakomplexum egy részét | 30 x 10 6 m³                          |                                        |
| 1986. július-szeptember                     | cs                                   | Stromboli-típusú aktivitás az Északkeleti-kráterben heves hamuszórással, a kráter falának teteje beomlik, így 10 métert veszít magasságából                                                            |                                       |                                        |
| 1986. október 30. – 1987. február 27.       | l                                    | kitörés egyidejűleg a Valle del Bovéban és a Délkeleti-kráterben | 40 x 10 6 m³                          |                                        |
| 1987. március – május                       | l                                    | freatikus kitörés és gyenge Stromboli-típusú aktivitás az Északkeleti- és Délkeleti-kráterekben |                                       |                                        |
| 1988. október 4. – 1989. június 30.         | l                                    | Stromboli-típusú kitörés a Délkeleti-kráterben |                                       |                                        |
| 1989. szeptember 11. – október 9.           | l                                    | kitörés egyidejűleg a Valle del Leonéban és a Délkeleti-kráterben |                                       |                                        |
| 1989. december 16. – 1990. február 15.      | cs                                   | erőteljes explozív kitörés a Délkeleti-kráterben, heves hamuszórással, mely eljut egészen a Lipari-szigetekig                                                                                          |                                       | 15 x 10 6 m³                           |
| 1990. július – augusztus                    | cs                                   | Stromboli-típusú aktivitás a Bocca Nuovában |                                       |                                        |
| 1990. november – december                   | cs                                   | Stromboli-típusú aktivitás a Bocca Nuovában |                                       |                                        |
| 1991. július – augusztus                    | cs                                   | Stromboli-típusú aktivitás a Délkeleti-kráterben |                                       |                                        |
| 1991. december 14. – 1993. március 30.      | l                                    | kitörés a Valle del Bovéban, a lávaár Zafferanát fenyegeti, de sikerül elterelni | 235 x 10 6 m³                         |                                        |
| 1993–1995                                   | cs                                   | időszakos hamuszórás a Bocca Nuovából és az Északkeleti-kráterből |                                       |                                        |
| 1995. július 29. – 2001. július 17.         | cs                                   | több mint 120 látványos, Stromboli-típusú kitörés a központi kráterekben | 100 x 10 6 m³                         |                                        |
| 2001. július 17. – augusztus 9.             | l                                    | látványos kitörés hét repedésben, párhuzamosan a déli és északkeleti oldalakon, a lávaár Nicolosit fenyegeti                                                                                           | 25 x 10 6 m³                          | 5-10 x10 6 m³                          |
| 2002. június 16. – szeptember               | cs                                   | aktivitás a Bocca Nuovában, a vulkáni működés egy erős földrengést követően bezárul |                                       |                                        |
| 2002. október 27. – 2003. január 27.        | l                                    | párhuzamos kitörések az északkeleti és déli oldalakon, a lávaárak elpusztítják a Piano Provenzana turisztikai komplexumot, a heves hamuszórás eléri Cataniát is, amelynek repülőterét le kellett zárni |                                       |                                        |
| 2004                                        | cs                                   | a Délkeleti-kráter többszörös kitörése |                                       |                                        |
| 2006. július 15-27.                         | cs                                   | a Délkeleti-kráter kitörése, melynek anyaga egy repedésen keresztül a Valle del Bovéba szivárog át |                                       |                                        |
| 2006. november 16.                          | cs                                   | a Délkeleti-kráter rövid aktivizálódása |                                       |                                        |
| 2007. szeptember 4.                         | cs                                   | ismét aktivizálódik a Délkeleti-kráter, 400 méter magas lávaszökőkutakat produkálva, Giarre városára vastag hamuréteg telepszik                                                                        |                                       |                                        |
| 2007. november 23.                          | cs                                   | a DK-i kráter rövid aktivitása során keletkezett hamu eléri Messina városát |                                       |                                        |
| 2008. május 10.                             | cs                                   | a Délkeleti-kráter rövid aktivitása során keletkezett lávaár egy repedésen keresztül a Valle del Bovéba szabadul, a heves hamuszórás Messináig terjed                                                  |                                       |                                        |
| 2008. május 13.                             | l                                    | egy 4-es erősségű földrengés hatására kőzetlavina keletkezik a Valle del Bovéban |                                       |                                        |

## Az Etna és az emberiség

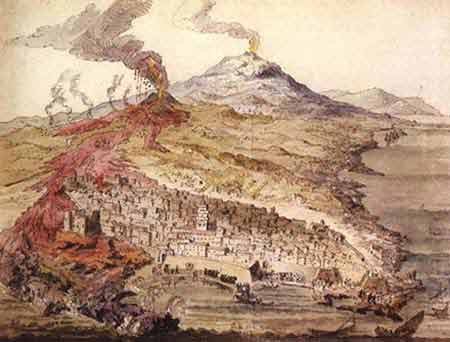
Az Etna 1669-es kitörése

Szicília hatalmas vulkáni komplexuma, az Etna, már az emberiség hajnalán számos kultúrának és civilizációnak meghatározó eleme volt. A Földközi-tenger egyik legtermékenyebb tájának számított, köszönhetően az ásványi anyagokban gazdag vulkáni eredetű termőtalajnak, de egyúttal a legveszélyesebb vidék is volt, hiszen a szinte folyamatos kitörések során számos emberi település, mezőgazdasági terület elpusztult.

### Scassau a muntagna!
Ezzel a felkiáltással jelzik egymásnak a vulkán tövében és lejtőin lakó emberek, hogy az Etna kitört. A szicíliai kifejezés jelentése: A hegy megrepedt!. Bár szinte minden lakos látta már a vulkán lávafolyásait, a vulkán pusztító ereje nagyon keveseket érintett közvetlenül. Az Etna közelében élőknek a legtöbb kellemetlenséget a vulkáni hamu és a piroklasztszórás okozza. A közhiedelemmel ellentétben a vulkán csak nagyon kevéssé befolyásolja a környékbeli települések életét, nála sokkal meghatározóbb például a maffia, a Szicília-szerte nagy munkanélküliség, valamint az ezekből következtethető erőszakos cselekmények és gyilkosságok.

### Az Etna a hiedelemvilágban

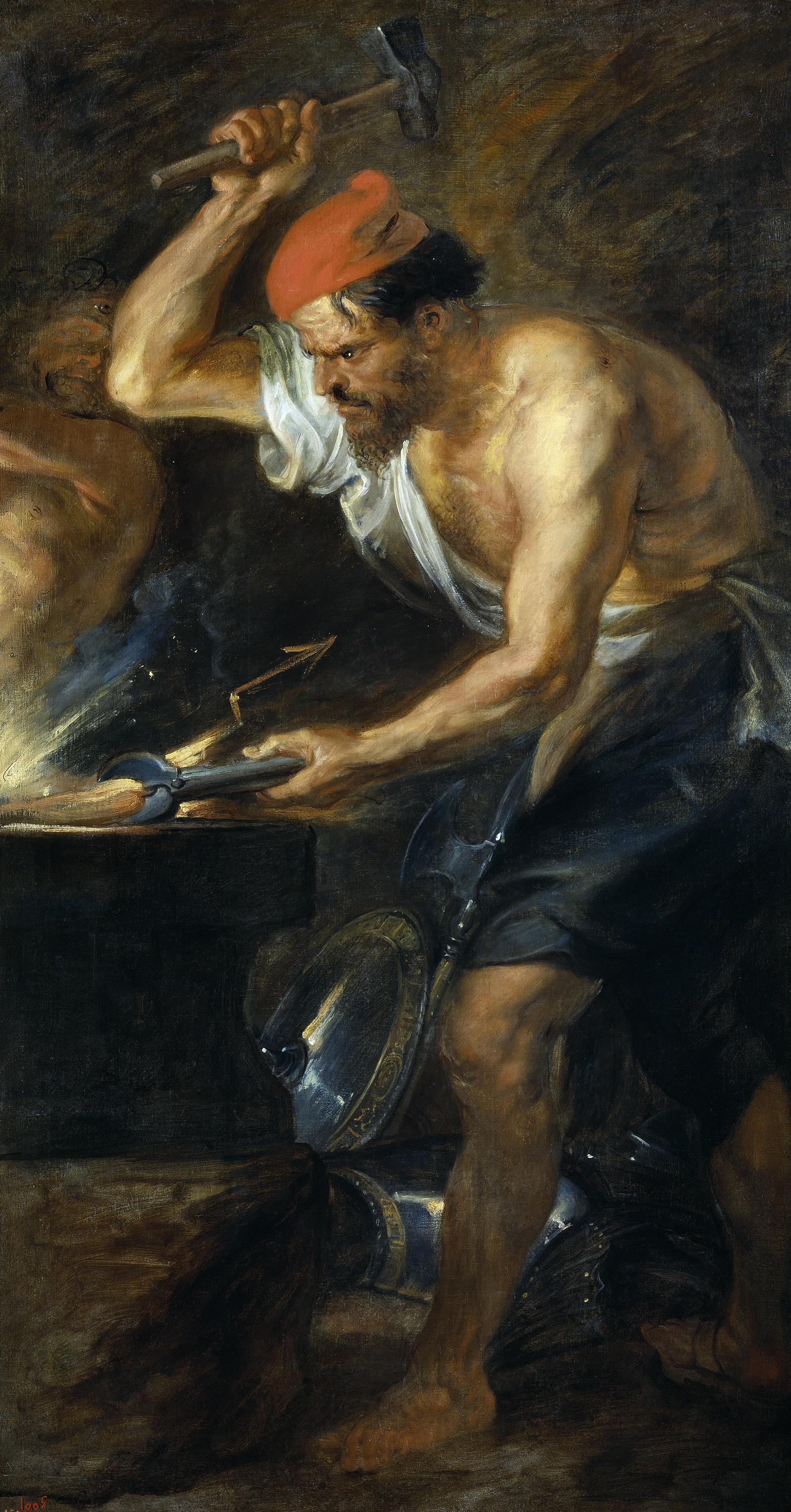
Héphaisztosz (Rubens festménye)

Az olasz csizma délnyugati részén emelkedő Vezúv, a szicíliai Etna és a Lipari-szigetek egyik tagján füstölgő Stromboli már az ókori ember fantáziáját is megmozgatta. Ellentétben napjainkkal, amikor már szinte minden vulkanikus jelenségre létezik tudományos magyarázat, az ókor embere természetfeletti erőknek, az istenek akaratának tulajdonította ezeket. A görögök az Etnát Héphaisztosz műhelyének tartották, ahol többek között Apollón és Artemisz fegyvereit kovácsolta. Ezt átvéve, a rómaiak Vulcanus műhelyét látták benne.
A legendák szerint az Etna mélyén laktak a tűz és kovácsmesterség istenének segédei, a küklópszok. Odüsszeusz és társai – kikötvén Szicília partjain – betévedtek Polüphémosz, az egyszemű óriás barlangjába. Négy társuk áldozatul esett a küklópsznak, de a többieknek sikerült elmenekülniük – hála a ravasz Odüsszeusznak, aki egy parázsló gerendával kiszúrta az óriás egyetlen szemét. A legenda szerint a rászedett küklópsz óriási szikladarabokat dobált Odüsszeusz távolodó hajója után. Ezek az úgynevezett Küklópsz-sziklák (Faraglioni dei Ciclopi) ma is Aci Trezza fő nevezetességei közé számítanak.
Egy másik legenda szerint az Etna alatt lakozik, Gaia Földanya százfejű, tűzokádó gyermeke, Tüphón, akit Zeusz legyőzött, és ráborította a hegyet. Azóta is ott morog és mocorog alatta.
A legenda szerint a fiatal Akisz – Pán isten és egy nimfa fia – beleszeretett Galateába, a gyönyörű nimfába. Polüphémosz, a küklópsz azonban szintén szemet vetett a lányra, és nem tudta elviselni a szerelmesek boldogságát. Egy napon a küklópsz meglátta őket egy szikla mögött, ekkor féltékenységében felkapott egy sziklát, és hozzájuk vágta. Galatea be tudott menekülni a tengerbe, de Akiszt eltalálta és megölte a kő. Az ifjú vérezni kezdett a kőtömb alatt, a vörös vér helyett azonban tiszta víz csurrant belőle: a halott Akisz patakká változott. Így keletkezett a friss vizű Aci folyó.
Empedoklész, agrigentói filozófus volt az első olyan tudós, akit érdekelt az Etna működése. 15 éves volt, amikor először látott kitörést, és ezután megpróbált minél több időt a hegyen tölteni. Az Etnán is halt meg: az egyik legenda szerint Kr. e. 423-ban belevetette magát a kráterbe, mert nem bírta elviselni, hogy nem tudja megfejteni a hegy titkait. Egy másik elképzelés szerint Empedoklész úgy akart meghalni, hogy semmilyen nyom ne maradjon utána. Azt remélte, így azt hiszik majd róla, hogy az istenek magukhoz vették. Terve azonban nem sikerült, mert miután beleugrott a kráterbe, a hegy kivetette magából egyik cipőjét, így fény derült öngyilkosságára. Ezt a legendát a szicíliaiak annyira jól ismerik, hogy az Etnán 3000 méteren talált építménymaradványt Torre del Filosofónak, azaz a Filozófus tornyának nevezték el.
A római költők közül Vergiliust és Ovidiust is megihlette a vulkán, utóbbi kénes kohóhoz hasonlította. Idősebb Plinius a Naturalis Historia című főművében a következőket írja az Etnáról: A hegyek közül az Etna valóságos csoda, mert éjszakánként állandóan ég és tűzanyaga a sok évszázad után sem fogyott ki. Csúcsát télen hó fedi és a kihányt hamut betakarja a szél.
Sztrabón, híres görög természettudós is részletesen bemutatta Dél-Itália leírásakor az Etnát és megemlítette, hogy a kitörések során vastag hamuréteggel fedte be a tengerparti görög gyarmatvárosokat. Ugyanakkor említést tett a szicíliai földek termékenységéről és a sziget szőlőskertjeiről.
Diodórosz feljegyzéseiből tudunk a vulkán Kr. e. 394-es kitöréséről, amikor a lávaárak eltorlaszolták a karthágói csapatok útját, így Hannibál seregeinek el kellett kerülniük a tűzokádó hegyet. Arisztotelész a Kr. e. 350-es kitörésről tesz említést.
Az Artúr királlyal és a Kerekasztallal kapcsolatos legendát a normann hódítók hozták Szicíliába. A történet szerint Artúr király egy ütközet során elvesztette az összes harcosát, és a kardja is kettétört. A király tudta, hogy közeledik a halál órája, de arra kérte az Istent, hadd halhasson meg ép karddal a kezében. Isten elküldte Mihály arkangyalt, hogy teljesítse utolsó kívánságát, és elvezette Artúrt az Etnára. A vulkán lávájánál összeforrasztották a kettétört kardot, és Artúr az egyik lávabarlangba húzódott, hogy ott várja a halált. Másnap reggel, mikor felébredt, a szeme elé tárult a gyönyörű szicíliai táj, a kék ég, a smaragdzöld tenger, a virágok sokasága. A király kérlelni kezdte az Istent, hadd élhessen még egy napot, hogy beteljen ezzel a rengeteg szépséggel. Az Isten engedett neki, és ahogy a napok teltek Artúr király megerősödött, sebei begyógyultak. A barlangjából nézte a völgyeket és a krátereket, és arra kérte az Istent, hadd kapjon egy lovat, amivel bejárhatja a vulkánt. Abban a pillanatban előtte termett egy hófehér ló, amelyre felpattant Artúr király. Azóta is minden éjjel a vulkánt járja, és ha kitör a hegy, kardjával eltéríti a lávát, hogy ne okozzon kárt a házakban és emberéletekben.

### A vulkán hírneve

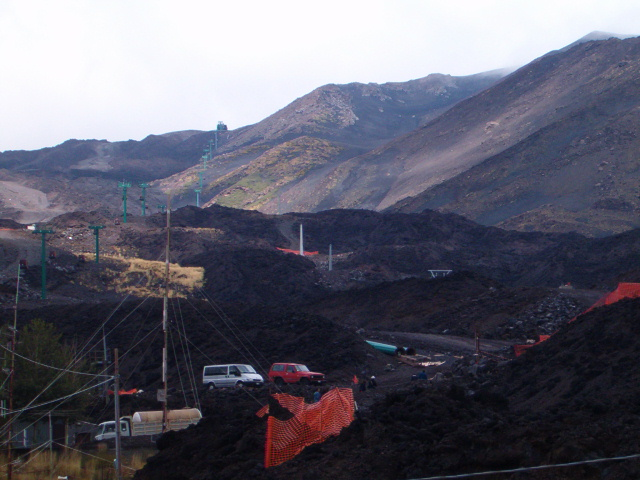
Az etnai drótkötélpálya

A vulkán hírnevét ellentétben például a Vezúvval nem csak pusztító működésének köszönheti. Már a korai civilizációk felfigyeltek a vulkán körüli területek termékenységére, ugyanakkor lenyűgözte őket a hegy folyamatos működése. Mindezek mellett a történelmi feljegyzések katasztrofális földrengésekről, valamint néhány pusztító erejű kitörésről is beszámolnak, viszont az előbbieknek, mint azt a modern tudományos eszközökkel sikerült bebizonyítani, más – inkább a régió tektonikájához kapcsolódó – kiváltó okai voltak. A romboló vulkánról kialakult kép elsősorban két kitörés kétes hírnevének köszönhető: az első, 1169-ben bekövetkezett kitörésben feltételezhetően 15 ezer, míg 1669-ben 20 ezer ember vesztette életét, így sokkal több áldozatot követelt, mint a Nápoly közelében levő, jóval hevesebb kitöréseket produkáló Vezúv. Az újabb kutatások tükrében azonban az 1169-es kitörés áldozatainak száma nem a vulkáni tevékenységgel hozható összefüggésbe, hanem a Máltai-törésvonal mentén lezajlott 7-es magnitúdójú földrengéssel. Az 1669-es kitörés során ugyan 15 falu (közöttük Nicolosi is) elpusztult, valamint a lávafolyam áttörte Catania városának falait is, de valószínűtlen, hogy komoly áldozatokat követelt volna, mivel a lávaár rendkívül lassan haladt előre, és a kitörés után több mint egy hónappal érte el a várost, így a lakosságnak bőven volt ideje elmenekülni. Rengeteg áldozatot követelt azonban a 24 évvel később lezajlott 7,3-as erősségű földrengés. Ezt a két eseményt a történelmi feljegyzések gyakran összemossák. Az Etna kitörései tehát jóval kevesebb halálos áldozatot követeltek és a romboló vulkánról kialakult kép a pontatlan történelmi dokumentumoknak köszönhetően alakult ki.
Napjainkban a médiában megjelenő hírek valós vagy valótlan halálesetekről, illetve a vulkán aktivitását övező érdeklődés gyakran arra készteti a Szicília szigetére látogató turistákat, hogy visszamondják utazásukat. Akárcsak a Vezúv esetében a média itt is a nagy kitörésre vár, ezért a vulkán minden megnyilvánulását figyelemmel követik. Ilyen eseménynek könyvelték el a 2001. július-augusztusában bekövetkezett kitörést, melynek során a sajtó többet foglalkozott a Catania melletti katonai bázison állomásozó amerikai katonák életével, mint a helybéli eseményekkel.
Az Etna Szicília egyik legfontosabb turisztikai látványossága, évente több tízezer turista keresi fel a könnyen megközelíthető megszilárdult lávafolyamokat, sőt kötélpálya segítségével a központi kráterekhez is viszonylag közel lehet jutni.
A vulkanológusok körében az Etna különösen nagy népszerűségnek örvend állandó változásainak köszönhetően, a vulkáni kitörések jellegének változásai és dinamikája miatt, mely szoros kapcsolatban van Dél-Olaszország komplex tektonikájával.
Annak ellenére azonban, hogy nehezen nevezhető gyilkos vulkánnak, pusztító ereje mégsem elhanyagolható.

### Az Etna áldozatai
A vulkán dokumentált története során számos alkalommal jegyeztek fel halálos áldozatokkal járó kitöréseket. Az 1169-es és 1669-es rendkívüli erupciók mellett a következő kitörések követeltek emberéleteket:
| Idő                    | Áldozatok feltételezett száma | Oka                                      | Áldozatok valós száma |
| Kr. e. 141–140         | ???                           | ???                                      | kérdéses a feljegyzések pontatlansága miatt                                                                                    |
| 1169                   | 15 000 áldozat körül          | lávafolyás                               | valószínűtlen, a lassú lávafolyás miatt                                                                                        |
| 1329. július 15.       | számos áldozat                | lávafolyás                               | valószínűtlen, a lassú lávafolyás miatt                                                                                        |
| 1536. március 26.      | 1                             | piroklasztszórás                         | 1 |
| 1669. július-augusztus | 20 000 áldozat körül          | lávafolyás                               | valószínűtlen, a lassú lávafolyás miatt                                                                                        |
| 1689. március          | 4                             | sziklaomlás                              | 4 |
| 1832. november         | néhány áldozat                | gőzrobbanás                              | valószínűtlen, mivel csak helyiek beszámolójából ismert esemény, templomi temetkezési bejegyzések nem tesznek róluk említést   |
| 1843. november 25.     | 59                            | gőzrobbanás                              | 59 turista, akik Bronte mellett a lávaárakat figyelték                                                                         |
| 1928. november 7.      | 5                             | lávafolyás                               | valószínűtlen, mivel a korabeli újságok is megemlítették, hogy a lassú lávaárak elől az embereknek mind sikerült elmenekülniük |
| 1929. augusztus 2.     | 2                             | az Északkeleti-kráter hirtelen robbanása | 2 |
| 1979. szeptember 12.   | 9                             | a Bocca Nuova hirtelen robbanása         | 9 turista |
| 1987. április 15.      | 2                             | a Délkeleti-kráter hirtelen robbanása    | 2 turista |

Ezek alapján megállapítható, hogy az Etna az utóbbi kétezer év során mindössze 77 emberélet követelt, ennyiről léteznek történelmi feljegyzések. A valós szám ennél jóval magasabb lehet, de az Etna ennek ellenére sem tartozik a gyilkos vulkánok közé, mint például a Vezúv, amelynek sokkal több dokumentált halálos áldozata van. Másrészt több esetben is az emberi figyelmetlenség okozta a haláleseteket (a lávaárak iránt érdeklődő és túl közel merészkedő turisták), amelyek kellő elővigyázatossággal és figyelmeztetéssel elkerülhetők lehettek volna.

### Az Etna pusztító ereje

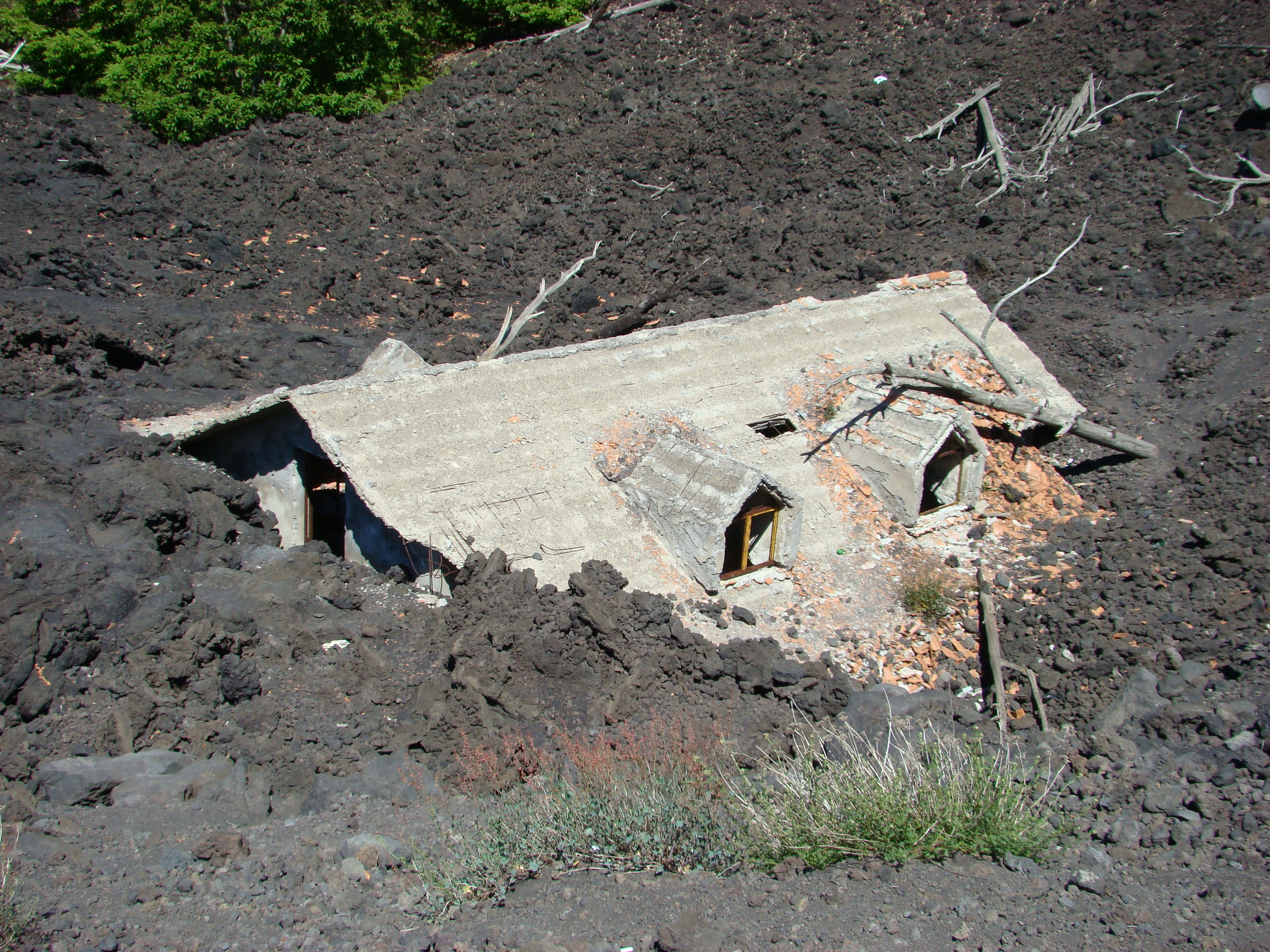
Az Etna által elpusztított ház

Az elmúlt kétezer év alatt az Etna lávaárjai, kevés kivétellel, nem veszélyeztették a vulkán lejtőin és lábánál felépült településeket. A legnagyobb pusztítással az 1669-es kitörés járt, amely során 15 települést pusztítottak el a Catania városát is elérő lávaárak. Az 1928-as kitörésben Mascali közel 8 ezer lakosa vált földönfutóvá, azonban a Mussolini vezette olasz kormány mindössze 10 év alatt újjáépíttette, és ezzel megszületett Szicília egyik legmodernebb települése. A vulkán 1600 előtti pusztításait nehéz felbecsülni a fennmaradt írások pontatlansága miatt. Az 1634 és 1638 között zajló kitörések Zafferana és Fleri (Zafferana Etnea része) településeket veszélyeztették, majd az 1646–47-es kitörés során jelentős mezőgazdasági területek vesztek oda. 1653-ban a lávaárak elpusztították Bronte egy részét.
Az 1669 utáni kitörésekről sokkal pontosabb feljegyzések maradtak. Az 1766-os kitörés lávaárjai Nicolositól 3 kilométerre álltak meg, 1793-ban ismét Zafferanát veszélyeztették, majd 1832-ben Brontét. Az utóbbi két esetben jelentős mezőgazdasági és szőlőtermő területeket tettek tönkre a lávafolyások, azonban a települések megmenekültek a pusztítástól. 1843-ban ismét Bronte, majd 1852-ben Milo és Zafferana termőföldjeit égették fel a lávaárak. Az 1886-os kitörés Nicolosit veszélyeztette. Ekkor a lakosok körmenetet rendeztek a lávaár előtt Catania védőszentjének, Szent Ágotának a szobrával. A lávaár megállítása, mai napig a szent egyik legfontosabb csodatételének számít. Az 1892-es kitörés lávája már elkerülte Nicolosit.
A 20. századi kitörések lávaárait azonban sikerült úgy elterelni, hogy ne veszélyeztessenek egyetlen települést sem. A fő probléma a turisztikai létesítmények biztonsága lett. Ezeket több alkalommal is elpusztították lávaárak, mint például 1971-ben, 1983-ban és 1985-ben, amikor elpusztult a drótkötélpálya. A 2001-es és 2002-2003-as kitörések során a drótkötélpályát szintén részlegesen elpusztították a lávaárak.
1983 tavaszán a viták kereszttüzébe került a lávaárak elleni védekezés, amikor robbantásokkal igyekeztek a lávafolyamot természetes útjából eltéríteni. A sikertelen kísérletek hárommillió font sterlingnyi összeget emésztettek fel. A geofizikusok ezt kidobott pénznek tartották, hiszen a lávatömegnek csupán tíz százalékát sikerült a mesterségesen létesített csatornába terelni. Azokat a fúrt lyukakat ugyanis, amelyekbe a robbanóanyagot akarták helyezni, rendre eltömte a láva. Másrészt hiába locsolták vízzel a lávát a tervezett robbantások előtt, a lávagátakba fúrt lyukak többnyire túlságosan forrók voltak ahhoz, hogy dinamitot helyezhessenek el bennük. Az alsó szakaszon kínkeservesen végrehajtott robbantások sem voltak eredményesek, mert a robbantási kőzettörmelék eltorlaszolta az új csatornát is. Jobb lett volna – mondták a geofizikusok –, ha az óriási összeget olyan geofizikai mérések sorának elvégzésére fordítják, amelyek alapvető választ adtak volna a vulkáni működés mechanizmusára.

### Az Etna veszélyei

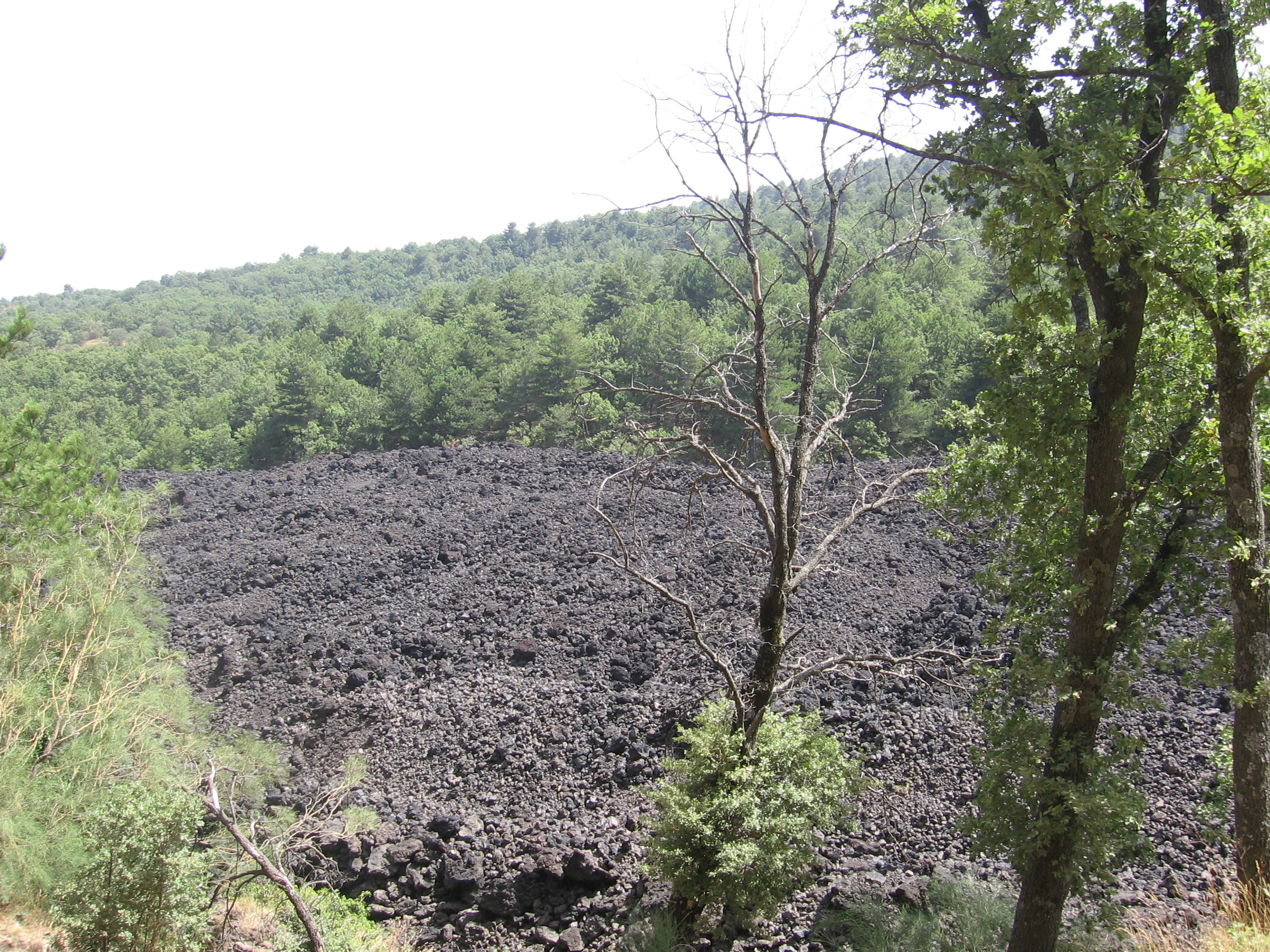
Lávaár Linguaglossa mellett

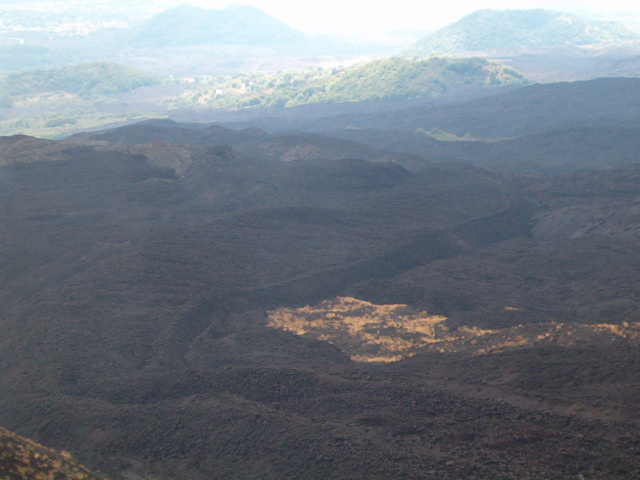
Megszilárdult lávaárak a vulkán déli oldalán

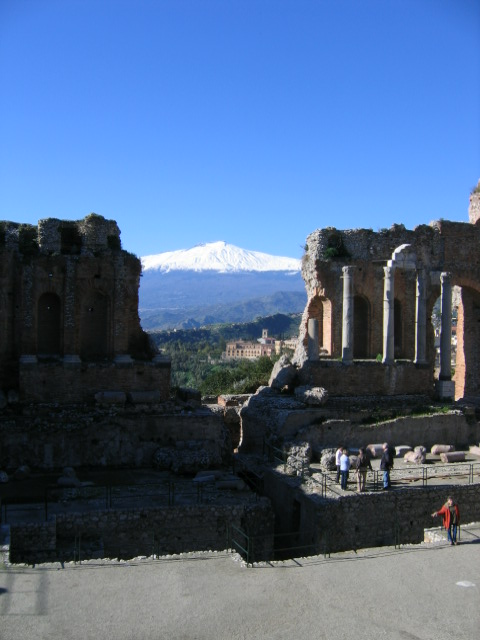
Az Etna Taorminából nézve

Annak ellenére, hogy általánosságban békés vulkánnak tartják, mivel csak ritkán produkál explozív kitöréseket, az Etna mégis potenciális veszélyt jelent környezetére. A veszély elsődleges forrásai a lávaárak, valamint ritkább esetekben a piroklasztszórás, mely sokkal nagyobb területeket érint mint az előzőek. Különösen veszélyes események a ritkán előforduló robbanásos kitörések. Az Etna közvetlen veszélyforrásai azonban eltörpülnek a szicíliai lemeztektonikai mozgások mellett. Az Etna eseményei veszélyesség szempontjából három kategóriába oszthatók:
– gyakori, de kevés veszéllyel járó jelenségek
– kevésbé gyakori, és nagy vagy közepes veszéllyel járó jelenségek
– ritka, de nagy veszéllyel járó események
- I. Gyakori, de kevés veszéllyel járó jelenségek

I.1. Csúcskitörések
I.1.1. Folyamatos, gyenge Stromboli-típusú és/vagy effuzív működés
Jellemzői: ez a működéstípus jellemzi leginkább az Etnát, és a csúcskráterekhez kötődik. Gyenge robbanásosság, kis mennyiségű szórt piroklaszt, valamint változó hosszúságú (néhány métertől több kilométerig) lávaárak kísérik. Jellegzetes termékei az úgynevezett piroklasztkúpok, melyeket a kiszórt vulkáni anyag épít fel (ezek magassága változó, a kitörés intenzitásától függ).
I.1.2. Csúcskráterek paroxizmusa
Az 1970-es évek óta a Etna működését elsősorban rövid, erőteljes és szökőkút-szerű tefraszórások, valamint gyors lávafolyások jellemzik. 1977 óta 170 hasonló jellegű megnyilvánulást figyeltek meg, ezeket paroxizmusoknak vagy paroxizmális kitörési periódusoknak nevezik. Ezen kitörések legveszélyesebb jellemzője a piroklasztszórás, melyek nagy területekre eljutnak. A vulkáni hamu mellett jelentős mennyiségű lapilli és vulkáni bomba is a felszínre kerül. A forró piroklasztszórás elsősorban száraz időszakokban veszélyes, mert lángba borítja a növényzetet; ilyen volt például a Voragine 1960-as paroxizmus-sorozata. A 2000-es kitöréssorozat hamuszórása miatt a sigonellai amerikai támaszpont, valamint a cataniai repülőtér kénytelen volt felfüggeszteni működését.
I.1.3. Freatikus és freatomagmás működés
Az Etna működése állandó kölcsönhatásban van a felszíni vizekkel: kitartó esőzések vagy hóolvadások után a víz beszivárog a vulkán kürtőjébe, ahol a forró vulkáni anyag hatására elpárolog, és emiatt megnő a fedő kőzetekre ható nyomás. Ilyen esetekben kétféle kitörés jöhet létre: freatikus, amikor csak a fedő kőzetrétegek robbannak fel, valamint freatomagmás, amikor a víz forró magmával találkozik, és így folyékony lávadarabok is felszínre jutnak. Ezen kitörések jellemzői, hogy nagyméretű kőzetdarabok kerülnek napvilágra (vulkáni bombák), melyek elsősorban éjszaka veszélyesek, mert nem izzanak, így nem észlelhetők. A vulkáni anyagok több ezer méterre is eljuthatnak a robbanás központjától. Ugyancsak jellemző az ilyen kitörésekre a nagy mennyiségű kiszórt vulkáni hamu, ami megzavarhatja a légi közlekedést valamint a csatornázást (belecementálódik a vezetékekbe).
I.2. Szubterminális és oldalkitörések
E gyenge Stromboli-típusú kitöréseket lassú lávafolyások jellemzik, és általában nem veszélyesek. Az effúziós ráta rendszerint nagyobb, mint a csúcskitörések esetében, emiatt a lávafolyások is lényegesen hosszabbak. Rendszerint ezek pusztítják el a hegy oldalán kiépült turisztikai létesítményeket. A lávafolyások szilárd akadályba ütközve feltorlódnak, lávafalakat hozva létre.
- II. Kevésbé gyakori, és nagy vagy közepes veszéllyel járó jelenségek

II.1. Effuzív oldalkitörések
A veszély annak függvényében nő, hogy a kráter mennyire fekszik alacsonyan. Mivel ezen kitörések rendkívül sok lávát hoznak a felszínre, fennáll annak a veszélye, hogy az alacsonyabb területeken bekövetkező kitörésekből származó lávaárak mezőgazdasági területeket vagy akár településeket öntenek el. Ilyen volt például az 1669-es kitörés is.
II.1.1. A Valle del Bove kitörései
A 20. század 23 dokumentált kitöréséből 12 a vulkán keleti oldalán, a Valle del Bovéban zajlott le. Amennyiben a kitörés a völgyben következik be, ez összegyűjti és elvezeti azokat. A számos kitörés miatt a völgy sivatagi képet mutat, hiszen a regenerálódó növényzetet az egymást követő lávaárak minduntalan elpusztítják. Veszély olyankor áll fenn, amikor a lávaárak kilépnek a völgyből, és az aljában fekvő településeket veszélyeztetik, mint például 1950-ben Formazzót.
II.1.2. A déli oldal kitörései
Noha ritkábbak, mint a keleti oldalon, a Valle del Bove területén lezajló kitörések, mégis veszélyesebbek, hiszen a vulkán ezen oldala nagymértékben beépült, és ezen az oldalon futnak a hegyre vezető fontosabb turistautak is. A lávaárak többször elpusztították a csúcsra vezető drótkötélpályát, valamint számos egyéb turisztikai létesítményt is.
II.1.3. A nyugati és északi oldal kitörései
Az elmúlt század során ritkán veszélyeztették lávaárak az Etna északi és nyugati oldalát. 1911-ben és 1923-ban Linguaglossa városában okoztak károkat a lávafolyások, majd 1981-ben Randazzóban is. A 2002–2002-as kitörések során az 1900 méter magasban fekvő Piano Provenzana turisztikai komplexum teljes mértékben elpusztult.
II.2. Explozív oldalkitörések
Ezen kitörések legfontosabb jellemzője a hamuszórás. Emiatt csak a 19. század végén figyeltek fel rá, hisz addig a gyengén fejlett infrastruktúrát valamint a kisebb lélekszámú lakosságát csak nagyon ritkán veszélyeztette. A hamuszórás elsősorban a mezőgazdaságilag művelt területeket veszélyezteti: felperzseli a növényzetet. A finom hamu pedig tönkreteszi az érzékeny elektronikai és elektrotechnikai berendezéseket, megzavarja a közúti és a légi közlekedést. A hamuszórásnak ugyanakkor hosszú távon fontos szerepe van a termőföldek ásványianyag-tartalmának növekedésében.
- III. Ritka, de nagy veszéllyel járó események

III.1. Kis magasságú oldalkitörések
Az oldalkitörések rendszerint 1500–2500 méter magasságban zajlanak le, és csak ritka esetekben haladják meg ezt az alsó határt. Ilyen kitörés volt az 1381-es, melynek krátere 400 méteren alakult ki a vulkán délkeleti oldalán. Ez a terület már Catania elővárosaihoz tartozik. A lávafolyamok ekkor elérték a Cataniától délre fekvő településeket, Ogninát és Picanellót. A dokumentált kitörések vizsgálata során kimutatták, hogy ezek csoportosan, a térben koncentráltan jelentkeztek. Rendszerint nagy hozamú lávaárak jellemzik őket, melyek gyakorta a Jón-tengert is elérik. Ha napjainkban következne be egy hasonló jellegű kitörés, hatalmas pusztításokat okozna, hiszen ez a terület már sűrűn lakott és nem létezik lehetőség a lávaárak elterelésére sem. Ha az északi oldalon következne be hasonló kitörés, akkor Francavilla di Sicilia városát érintené, valamint az Alcantara völgyének településeit. A vulkán keleti oldalán halad Szicília egyik legfontosabb autópályája és vasútvonala, mely Cataniát köti össze Messinával, így ezen a helyen bekövetkező kitörés elvágná a sziget fontos közlekedési útvonalait.
III.2. Paroxizmális csúcskitörések
Rendkívül ritka események, az utóbbi 100 000 évben mindössze néhányra létezik bizonyíték. Az utolsó Kr. e. 122-ben következett be, amikor az ókori Catania városának házai összeroskadtak a rájuk nehezedő vulkáni tefra alatt. A feljegyzések szerint a lakosság tíz év adómentességet kapott Rómától, hogy ez idő alatt újjáépítsék a várost. A kitörés hasonló lehetett a Vezúv 79-es kitöréséhez, mely elpusztította Pompejit, de a kitörés ereje messze elmaradt a Nápolyi-öböl partján fekvő vulkánétól, ezért nem járt katasztrofális következményekkel. Az ilyen jellegű kitörések általában a feltörő magma vegyi összetételének változásakor keletkeznek.
III.3. Vulkáni instabilitás és kollapszus
Az egyik legveszélyesebb vulkáni jelenség a kollapszus, amikor a vulkán egyik oldalán csuszamlás alakul ki, és a mozgásba lendülő anyag törmeléklavina formájában elindul a lejtőn lefelé. Az Etna történetének vizsgálata során több ilyen jelenséget is kimutattak, a legutolsó kb. 3500 éve következett be, ekkor alakult ki a Valle del Bove végleges formája. Létrejöttét két elmélet is magyarázza: az egyik szerint a közeli kontinentális talapzat mozgása miatt kialakult gravitációs instabilitás okozta, míg egy másik elmélet szerint a lejtőben kialakuló dyke-ok okozta belső nyomás hatására a lejtő leomlott. Az egész jelenség mindössze néhány percig tarthatott. Napjainkban egy hasonló jelenség bekövetkezése katasztrofális következményekkel járna, mert ha a keleti oldal ismét beszakadna, a tengerbe tóduló anyag nem csak az útjában álló településeket pusztítaná el, hanem cunamit okozna a Földközi-tengerben.

## Vulkánturizmus

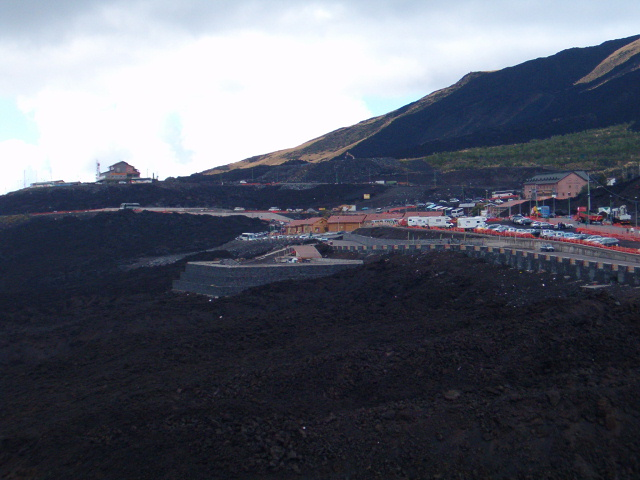
A Rifugio Sapienza

Az Etna elsősorban a katasztrófaturizmus kedvelőinek elsődleges célpontja, hiszen szinte állandó és látványos működésével betekintést nyújt a vulkánok titokzatos és félelmetes világába. Ugyanakkor az Etnáról csodálatos kilátás nyílik Szicíliára, sőt ellátni Calabriáig, valamint látni a Lipari-szigetek szintén aktív vulkánjait is. Az Etna csúcsa két irányból közelíthető meg: a déli és az északi oldal felől.
A déli utat – a Strada dell'Etnát – 1934-ben nyitotta meg III. Viktor Emánuel olasz király. Az út Nicolosin keresztül vezet a Rifugio Sapienza nevű turisztikai központig (1910 m), elhalad számos parazitakúp és megszilárdult lávaár mellett. Innen kötélpályán lehet feljutni a Montagnola kúp tetejére (2507 m), ahonnan 15 percnyi gyaloglásra található a Piccolo Rifugio nevű turistaház. Biztonsági okokból a csúcskráter nem közelíthető meg, de működés idején innen is látni a kráterek lávaszökőkútjait, hallani a vulkán morajlását. Megfelelő időjárási viszonyok között terepjárókkal 2800 méteres magasságig is megközelíthető a vulkán, de a csúcskráterek látogatása minden esetben szigorúan tilos.
Az északi út – amely Linguaglossától indul – kevésbé frekventált, és Mareneve néven ismert. A Pineta Ragabo nevű erdőn visz keresztül az 1800 méter magasságban fekvő Piano Provenzana síközpontig. A síliftek 2300 méteres magasságig viszik fel a sport kedvelőit. A Piano Provenzana Fornazzo felől is megközelíthető, érintve az 1741 méter magasságban fekvő Rifugio Citellit.

## Etna Regionális Park

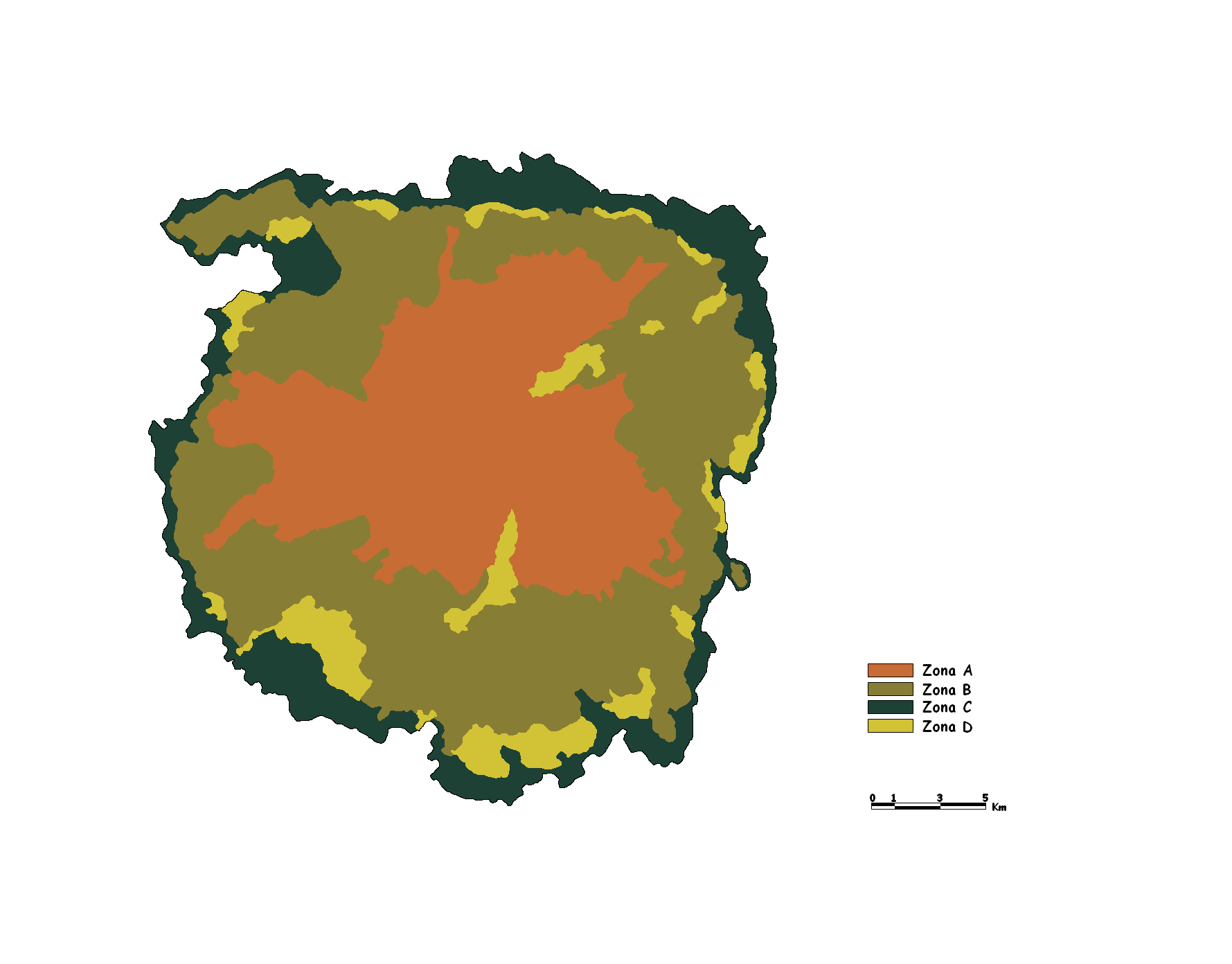
Az Etna Nemzeti Park zónái

Az Etna Regionális Parkot (Parco dell'Etna) 1987 márciusában alapították a vulkán geológiai képződményeinek, valamint gazdag növény- és állatvilágának védelmére. A park négy zónából áll: az A zónához (mintegy 19 000 hektár) tartoznak a tulajdonképpeni természetvédelmi területek, melyeket nem alakított át az emberi tevékenység, míg a B zónához (mintegy 26 000 hektár) mezőgazdaságilag hasznosított területek tartoznak, szőlőültetvények, valamint az Etna-kultúrtájra jellemző farmok. A C és D jelzésű zónák (mintegy 14 000 hektár) beépítése megengedett turisztikai létesítmények és infrastruktúra számára.